# Kernwaffe

Explosion einer Wasserstoffbombe beim Test „Bravo“ (Sprengkraft: 15 Megatonnen TNT-Äquivalent) am 1. März 1954 auf dem Bikini-Atoll

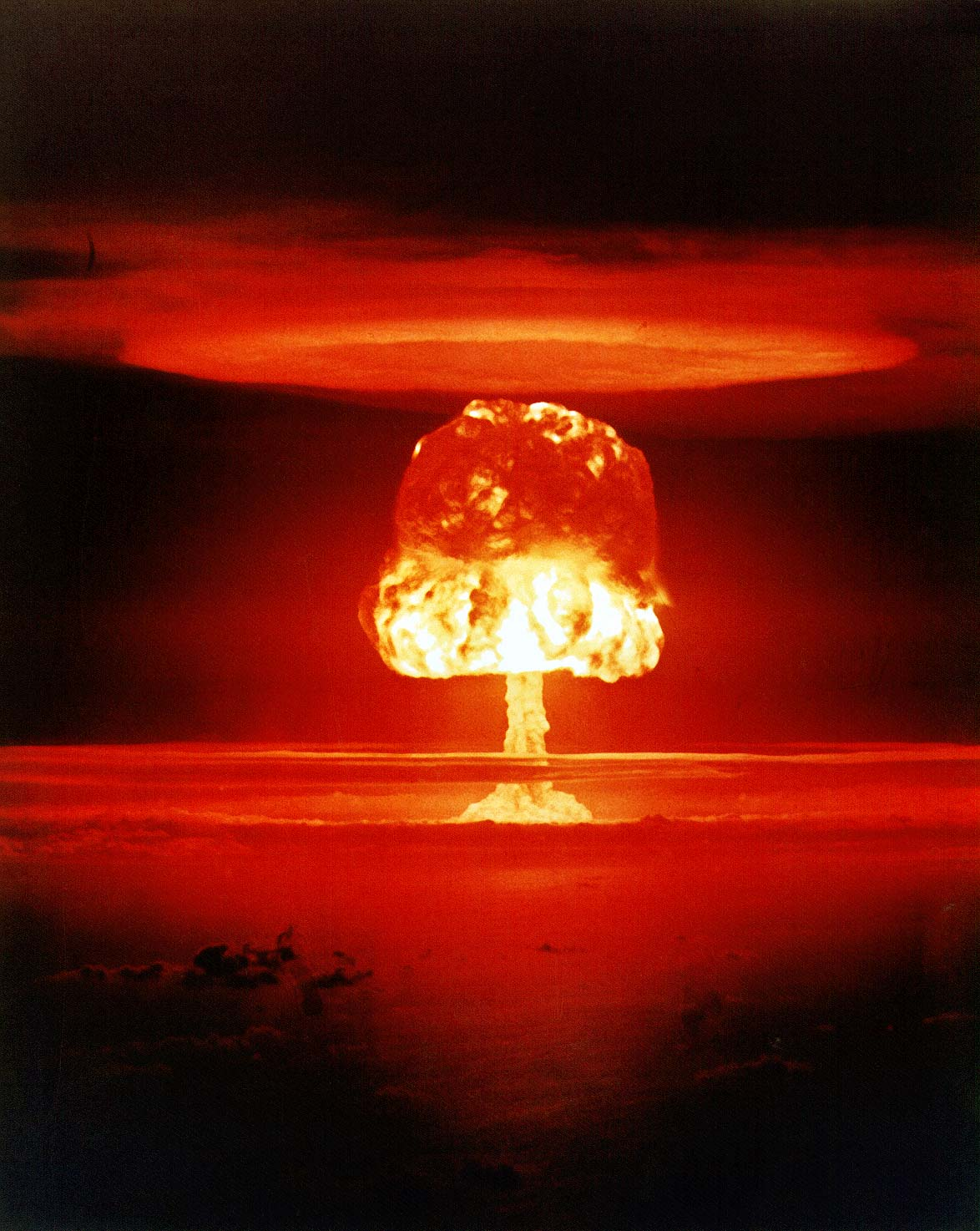
Wasserstoffbombentest „Romeo“ (Sprengkraft: 11 Megatonnen TNT-Äquivalent) am 27. März 1954 auf dem Bikini-Atoll

Eine Kernwaffe (Atomwaffe, Nuklearwaffe, Atombombe, Atomsprengkopf) ist eine Waffe, deren Wirkung auf kernphysikalischen Reaktionen – Kernspaltung und/oder Kernfusion – beruht. Konventionelle Waffen beziehen dagegen ihre Explosionsenergie aus chemischen Reaktionen, bei denen die Atomkerne unverändert bleiben. Die Entwicklung der Kernwaffentechnik begann mit dem Zweiten Weltkrieg.
Zusammen mit biologischen und chemischen Waffen gehören Kernwaffen zu den Massenvernichtungswaffen. Bei der Explosion einer Kernwaffe wird sehr viel Energie in Form von Hitze, Druckwelle und ionisierender Strahlung frei. Dadurch kann eine Kernwaffe innerhalb kürzester Zeit eine ganze Stadt zerstören und hunderttausende Menschen töten. Die Strahlung verursacht akute Strahlenkrankheit und gesundheitliche Langzeitschäden. Durch den radioaktiven Niederschlag (Fallout) werden größere Gebiete verseucht.
Durch die Kernspaltung eröffnete sich gegen Ende des Zweiten Weltkriegs die Möglichkeit, die Sprengkraft von tausenden Tonnen TNT in militärisch einsetzbaren Sprengkörpern zu realisieren. Die Weiterentwicklung zur technisch anspruchsvolleren Fusionsbombe versprach im Rahmen des Wettrüstens zu Beginn des Kalten Kriegs Bomben mit mehreren Millionen Tonnen TNT-Äquivalent.
Die Atombombe wurde zuerst von den USA im Manhattan-Projekt entwickelt. Am 16. Juli 1945 fand der erste Kernwaffentest mit einer Kernwaffenexplosion unter dem Projektnamen Trinity (engl. ‚Dreifaltigkeit‘) statt. Am 6. und 9. August 1945 folgten die Atombombenabwürfe auf Hiroshima und Nagasaki, die hunderttausende Opfer forderten.
Seitdem wurden Atombomben nicht mehr als Waffen eingesetzt. Es fanden aber über 2000 Kernwaffentests, überwiegend durch die USA und die Sowjetunion, statt (siehe Liste von Kernwaffentests).
Auch die Sowjetunion entwickelte ab 1949 Kernwaffen. Am 30. Oktober 1961 zündete die Sowjetunion über der Insel Nowaja Semlja die Zar-Bombe, die mit 57 Megatonnen stärkste jemals gezündete Kernwaffe.
Während des Kalten Krieges kam es zu einem Wettrüsten zwischen den USA und der Sowjetunion, auf dessen Höhepunkt die beiden Staaten zusammen rund 70.000 Atomsprengköpfe besaßen. Ihr Kernwaffenarsenal hatte gegen Ende des Kalten Krieges insgesamt eine Sprengkraft von mehr als 800.000 Hiroshima-Bomben.
Die Notwendigkeit, Plutonium beziehungsweise angereichertes Uran zum Kernwaffenbau herzustellen, führte zur Entwicklung und zum Bau von Urananreicherungsanlagen sowie der ersten Kernreaktoren. Die dabei gewonnenen Erfahrungen beschleunigten den Aufbau einer zivilen Nutzung der Kernenergie. Das noch heute meistgenutzte Verfahren der nuklearen Wiederaufarbeitung, PUREX, hat seinen Ursprung in der Gewinnung waffenfähigen Plutoniums aus niedrig abgebranntem Brennstoff und ist deswegen bis heute als Dual-Use-Technologie in der Kritik, auch wenn aus dem kommerziellen abgebrannten Brennstoff von Reaktoren moderner Bauformen kein bombenfähiges Material gewonnen werden kann.
Kernwaffen wurden im Kalten Krieg auch eine hemmende Wirkung zugeschrieben: gerade die Drohung einer totalen Auslöschung der Menschheit habe das „Gleichgewicht des Schreckens“ aufrechterhalten und damit eine direkte Konfrontation vermieden. Dies trug nach Ansicht einiger Politiker und Politikwissenschaftler dazu bei, dass es zu keinem direkten Krieg zwischen den beiden Militärblöcken kam. Nach und nach erlangten weitere Staaten Kernwaffen; heute gelten neun Staaten als Atommächte: USA, Russland, Großbritannien, Frankreich, China, Israel, Indien, Pakistan und Nordkorea (in chronologischer Reihenfolge).
Zusammen haben diese Staaten heute (Januar 2019) ca. 13.865 Atomsprengköpfe; Mitte der 1980er Jahre waren es etwa 70.000. Das ist genug, um die Menschheit mehrfach zu vernichten (sog. Overkill). Weltweit wird der Einsatz dieser Massenvernichtungswaffen hauptsächlich gegen die Zivilbevölkerung als unmoralisch und ethisch nicht verantwortbar verurteilt. Die Entwicklung der Atombombe wird heute von vielen als das dunkelste Kapitel der Technik- und Wissenschaftsgeschichte angesehen, und die Atombombe ist zu einem Inbegriff des „Fluches der Technik“ geworden.
Die Weiterverbreitung von Kernwaffen zu verhindern, gilt als eine große Herausforderung für die internationale Sicherheit im 21. Jahrhundert. Seit dem ersten Kernwaffeneinsatz wurde angesichts der katastrophalen humanitären Folgen und der Gefahr, die Kernwaffen und insbesondere ein Atomkrieg für die Menschheit darstellen, vielfach ihre komplette Abrüstung gefordert. Einige internationale Verträge haben zu Einschränkungen und Reduktionen der Kernwaffenarsenale (Rüstungskontrolle) und zu atomwaffenfreien Zonen geführt.

## Geschichte

### Begriff
Kurz nach der Entdeckung der Radioaktivität gegen Ende des 19. Jahrhunderts wurde klar, dass beim Zerfall radioaktiver Elemente über lange Zeiträume ungeheuer große Energiemengen freigesetzt werden. Bald entstanden daher Spekulationen über die technische und militärische Nutzung dieser neuartigen Energie. Das Wort atomic bomb ‚Atombombe‘, wurde von H. G. Wells in seinem 1914 erschienenen Roman The World Set Free ‚Befreite Welt‘ geprägt, der damit eine Waffe beschrieb, die mit Hilfe induzierter Radioaktivität eine sich über lange Zeit fortsetzende Explosion bewirken sollte. Der Begriff der Atombombe entstand damit zwei Jahrzehnte vor der Entdeckung der Kernspaltung, der Grundlage für die seit den 1940er Jahren entwickelten Nuklearwaffen, auf welche die literarisch bereits eingeführte Bezeichnung schließlich übertragen wurde. Wells hatte sein Buch dem Chemiker Frederick Soddy gewidmet, einem Mitarbeiter des damals führenden Atomphysikers Ernest Rutherford.
Rutherford beschrieb 1911 mit seinem Atommodell den grundsätzlichen Aufbau der Atome aus einem schweren Kern und einer leichten Hülle aus Elektronen. In der Folgezeit wurden die sogenannten atomphysikalischen Vorgänge, zu denen auch chemische Reaktionen gehören und an denen im Wesentlichen die Elektronenhülle beteiligt ist, von den energiereicheren Vorgängen im Atomkern (wie der Radioaktivität und der Kernspaltung) unterschieden, die zum Gegenstand der Kernphysik wurden. Daher werden in der neueren Fachsprache oft Bezeichnungen wie Kernwaffe oder Nuklearwaffe (zu lateinisch nuclearis ‚den Kern betreffend‘) und Kernkraftwerk gegenüber Atombombe und Atomkraftwerk vorgezogen; zuweilen wird ein solcher Gebrauch aber auch als euphemistisch angesehen. Auch die Behördensprache verwendet zum Teil weiterhin die Zusammensetzungen mit Atom-: So werden in Deutschland die für die Kernenergie fachlich zuständigen Genehmigungsbehörden teilweise als Atomaufsicht bezeichnet, es gibt ein Atomgesetz, und ein Vorgänger des Bundesministeriums für Bildung und Forschung hatte den Titel Atomministerium. Auch im Sprachgebrauch der meisten anderen Nationen sind die herkömmlichen Bezeichnungen verbreitet, wie der Name der Internationalen Atomenergie-Organisation (IAEO) zeigt.
Der Begriff Atombombe umfasste zunächst nur die auf der Kernspaltung (Fission) beruhenden Kernwaffen (A-Bombe), im Gegensatz dazu wurden Fusionswaffen Wasserstoffbombe (H-Bombe) genannt; daneben gibt es Spezialentwicklungen wie die Kobaltbombe und die Neutronenbombe. Die Ausdrücke Kernwaffen und nukleare Waffen sind Oberbegriffe für alle Arten von Waffen, die Energiegewinne aus Kernreaktionen ausnutzen.

### Anfänge
Allgemein bekannt für ihre Arbeit bei der Entwicklung von Kernwaffen sind Robert Oppenheimer und Edward Teller. Der erste Wissenschaftler, der ernsthaft über Kernwaffen nachdachte, war wohl der ungarische Physiker Leó Szilárd; er erwog im September 1933 die Möglichkeit, Atomkerne mittels Beschuss durch Neutronen zu einer Energie liefernden Kettenreaktion zu bringen. Diese Idee war damals noch spekulativ. Die deutsche Chemikerin Ida Noddack-Tacke äußerte 1934 die Vermutung „daß bei der Beschießung schwerer Kerne mit Neutronen diese Kerne in mehrere größere Bruchstücke zerfallen.“
Mit der Entdeckung der neutroneninduzierten Urankernspaltung 1938 durch Otto Hahn und Fritz Straßmann und deren korrekter theoretischer Deutung durch Lise Meitner und deren Neffen Otto Frisch waren 1939 die wichtigsten theoretischen Grundlagen und experimentellen Befunde veröffentlicht, die Kernwaffen bei ausreichender Verfügbarkeit von spaltbarem Uran möglich erscheinen ließen. Diese Möglichkeit erkannten zuerst die beiden an der Universität Birmingham arbeitenden deutsch-österreichischen Emigranten Rudolf Peierls und Otto Frisch. In einem geheimen Memorandum aus dem März 1940 beschrieben sie theoretische Berechnungen zum Bau einer Uran-Bombe und warnten eindringlich vor der Möglichkeit des Baus einer Atombombe durch Deutschland. Infolgedessen wurde die ebenfalls geheim gehaltene britische MAUD-Kommission ins Leben gerufen, die Forschungen zum Bau einer Atombombe empfahl.
Schon vor dem Beginn des Zweiten Weltkrieges am 1. September 1939 richteten die drei aus Deutschland in die Vereinigten Staaten emigrierten Physiker Leó Szilárd, Albert Einstein und Eugene Wigner im August 1939 einen Brief an den damaligen US-Präsidenten Franklin D. Roosevelt, um ihn vor der Möglichkeit der Entwicklung einer Atombombe in Deutschland zu warnen und ihn zur Entwicklung einer eigenen Atombombe anzuregen. Im Herbst 1940 erhielten Enrico Fermi und Szilárd Geld, um mit der Entwicklung eines Kernreaktors zu beginnen. Als die US-Regierung durch die Erfolge dieser Arbeit davon überzeugt wurde, dass die Entwicklung einer Atombombe grundsätzlich möglich war und der Kriegsgegner Deutschland diese Möglichkeit besaß, wurden die Forschungen verstärkt und führten schließlich zum Manhattan-Projekt.

### Deutsches Kernspaltungsprojekt
Im nationalsozialistischen Deutschland arbeiteten während des Zweiten Weltkrieges Wissenschaftler wie Werner Heisenberg (einer der Väter der Quantenmechanik), Carl Friedrich von Weizsäcker, Walther Gerlach, Kurt Diebner und Otto Hahn unter anderem im Rahmen des deutschen Uranprojekts an der Nutzbarmachung der Kernspaltung zur Erreichung deutscher Kriegsziele.
Die Befürchtung der USA, Deutschland könnte so einen eigenen nuklearen Sprengsatz entwickeln, war ein wichtiger Anlass, ein eigenes Atombombenprogramm zu initiieren. Es wurde vermutet, dass mehrere, über das Gebiet des Deutschen Reichs verteilte und zum Teil unabhängig voneinander arbeitende Forschergruppen bis zum Kriegsende an der Entwicklung einer deutschen Kernwaffe arbeiteten. Nach dem Krieg wurde jedoch festgestellt, dass im Uranprojekt keine Kernwaffen entwickelt wurden. Beim letzten Großversuch, dem Forschungsreaktor Haigerloch, war der Forschergruppe um Heisenberg 1945 noch nicht einmal die Herstellung einer kritischen nuklearen Kettenreaktion gelungen.
Allerdings gibt es auch Recherchen, in denen von geheimen Versuchen der Forschergruppe um Kurt Diebner mit strahlendem Material in Verbindung mit Explosionen gesprochen wird. Dies wird von vielen Physikern angezweifelt und bislang konnten auch keine Beweise für die Durchführung solcher Tests erbracht werden.

### Manhattan-Projekt

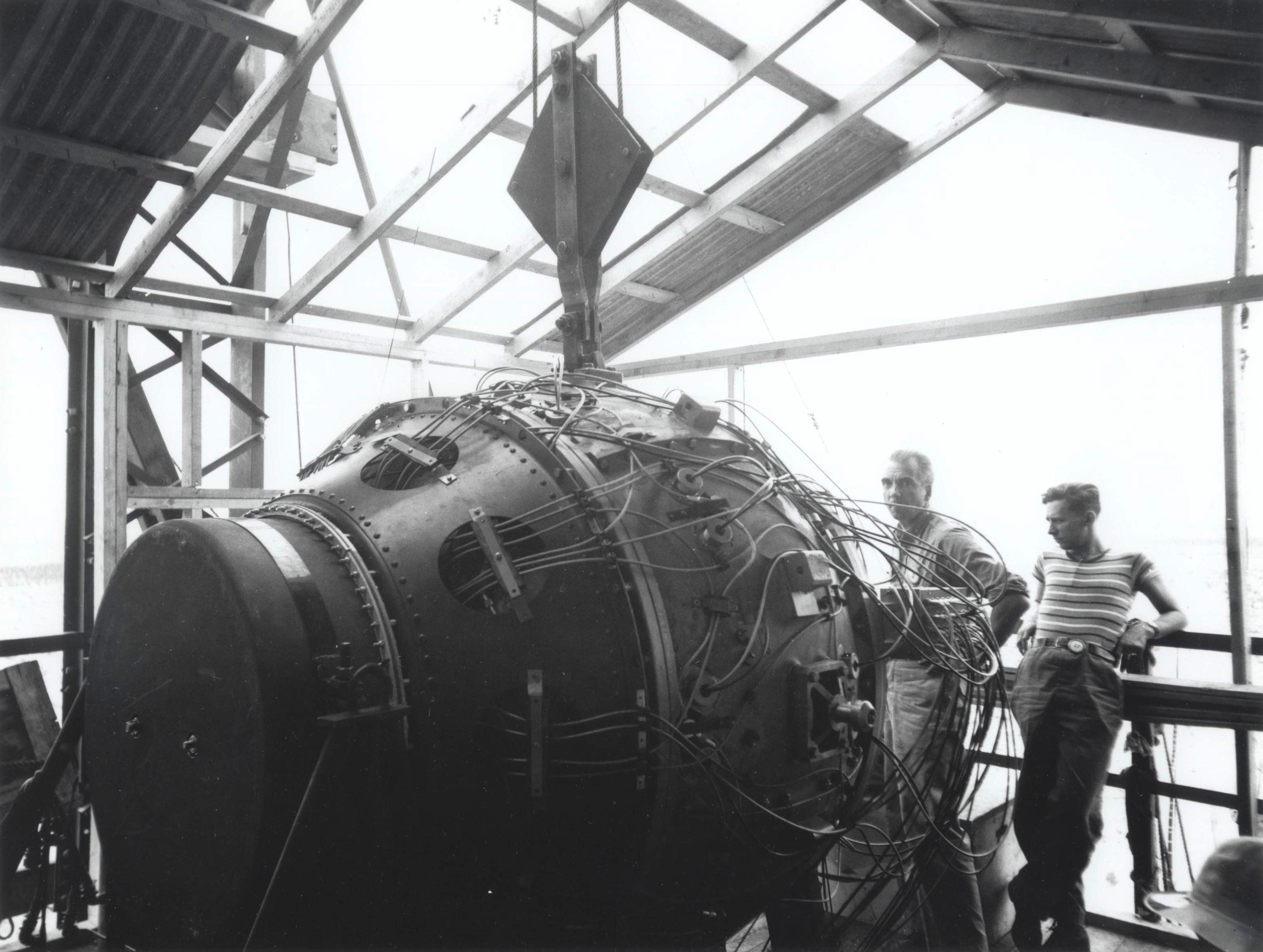
Die Trinity-Bombe, die erste gezündete Atombombe der Welt, einen Tag vor dem Test. Dahinter stehen Norris Bradbury (li.) und Boyce McDaniel.

1942 wurde unter größter Geheimhaltung unter dem Decknamen „Projekt Y“ (als Teil des Manhattan-Projekts) das Forschungslaboratorium Los Alamos im US-Bundesstaat New Mexico konzipiert. Von 1943 an arbeiteten dort unter der wissenschaftlichen Leitung Robert Oppenheimers mehrere tausend Menschen, viele von ihnen Wissenschaftler und Techniker.
Am 16. Juli 1945 wurde die erste Atombombe oberirdisch bei Alamogordo gezündet (Trinity-Test). Das in der Bombe verwendete nukleare Brennmaterial war Plutonium und besaß eine Sprengkraft von 21 Kilotonnen TNT-Äquivalent.
Wegen der Kapitulation Deutschlands Anfang Mai 1945, also 2½ Monate vor dem Trinity-Test, kam in Deutschland keine Atombombe zum Einsatz. Die ersten und bisher einzigen Luftangriffe mit Atombomben wurden am 6. und 9. August 1945 gegen die japanischen Städte Hiroshima und Nagasaki geflogen.

### Einsatz gegen Hiroshima und Nagasaki
Am 6. August 1945, also 21 Tage nach dem ersten erfolgreichen Test bei Alamogordo, warf der Bomber Enola Gay die erste Atombombe (Sprengstoff: Uran-235), Little Boy genannt, über der Küstenstadt Hiroshima ab, wo sie um 08:15 Uhr Ortszeit etwa 600 m über dem Boden detonierte. Rund 90.000 Menschen starben sofort, weitere 50.000 Menschen starben innerhalb von Tagen bis Wochen an der Strahlenkrankheit.
Am 9. August 1945 sollte der Bomber Bockscar die zweite Atombombe (Sprengstoff: Plutonium-239), Fat Man genannt, über Kokura abwerfen. Als dort auch nach drei Anflügen noch schlechte Sicht herrschte und der Treibstoff knapp wurde, wich der Kommandant auf das Alternativziel, die Küstenstadt Nagasaki, aus. Da auch dort die Wolkendecke zu dicht war, wurde das Stadtzentrum um mehrere Kilometer verfehlt. Weil zudem das Stadtgebiet hügeliger als das Hiroshimas ist, was die Ausbreitung der Druckwelle behinderte, waren dort weniger Opfer zu beklagen – obwohl Fat Mans Sprengkraft etwas mehr als 50 % stärker war, als die von Little Boy. Dennoch starben bei diesem Angriff 36.000 Menschen sofort; weitere 40.000 Menschen wurden so stark verstrahlt, dass sie innerhalb von Tagen bis Wochen starben.
Lange Zeit wurde angenommen, weitere Zehntausende Menschen seien im Laufe von Jahren und Jahrzehnten an Spätfolgen der Strahlenbelastung gestorben. Studien aus Deutschland, USA und Japan haben diese Schätzungen deutlich nach unten korrigiert: demnach können etwas mehr als 700 Todesfälle der nuklearen Kontamination zugeordnet werden.
Die Bedeutung und die Notwendigkeit der Atombombeneinsätze sind bis heute umstritten. Befürworter haben argumentiert, der Einsatz habe die Kriegsdauer verringert und somit Millionen Menschen das Leben gerettet. Andere haben argumentiert, ein Atombombeneinsatz sei ethisch nicht zu verantworten gewesen; der Krieg hätte auch ohne Atombombeneinsatz in kurzer Zeit geendet und hätte es Alternativen gegeben, die verworfen, nicht genutzt oder nicht bedacht worden seien.

### Entwicklung nach dem Zweiten Weltkrieg
Die USA hatten drei Jahre lang als einziger Staat einsatzfähige Atomwaffen und führten damit Tests beispielsweise unter Wasser durch. Die ersten Tests nach dem Zweiten Weltkrieg fanden 1946 auf dem Bikini-Atoll im Pazifik statt (siehe Operation Crossroads). 1948 besaßen die Vereinigten Staaten rund 50 einsatzbereite Sprengköpfe. Angesichts ihrer militärischen Unterlegenheit gegenüber der Sowjetunion in konventioneller Hinsicht wurde Anfang 1948 im Plan „Halfmoon“ erstmals ein massiver atomarer Vergeltungsschlag für den Fall eines Angriffs durch die UdSSR entworfen, der zunächst 133 Atombomben auf 70 sowjetische Städte, aber bald darauf in reduzierter Fassung die vorhandenen 50 Atombomben auf 20 sowjetische Städte vorsah.
Unterdessen arbeiteten Großbritannien und die Sowjetunion an eigenen Atombomben. Die Sowjetunion wurde schon während des Zweiten Weltkriegs von Klaus Fuchs über das Atombombenprogramm informiert. Das sowjetische Atombomben-Projekt führte zur erfolgreichen Zündung der ersten eigenen Atombombe am 29. August 1949, was Großbritannien erst am 2. Oktober 1952 und Frankreich am 13. Februar 1960 gelang. 1962 erlaubte Großbritannien den USA die Durchführung der Testserie Dominic auf der Weihnachtsinsel Kiritimati im Pazifik. Die Volksrepublik China zündete am 16. Oktober 1964 eine erste Atombombe im Kernwaffentestgelände Lop Nor im autonomen Gebiet Xinjiang. Diese Kernwaffe wurde mit sowjetischer Technik entwickelt.

#### Soldaten als Testsubjekte

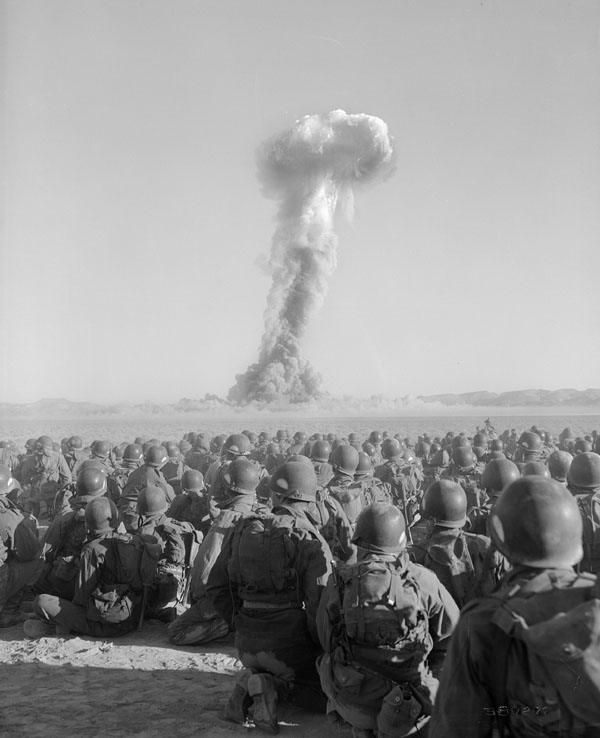
Atombombentest auf der Nevada Test Site während des Manövers Desert Rock, 1. November 1951

Das nebenstehende Bild zeigt einen amerikanischen Truppenversuch mit Soldaten in geringer Entfernung zur Atomexplosion im Jahr 1951 in den USA; es dokumentiert den damaligen teilweise sorglosen und ignoranten Umgang mit Radioaktivität. Auch etwa 20.000 britische Soldaten wurden, ohne genauer informiert zu werden, in Testareale nach Australien (12 Tests), nach Kiritimati (6 Versuche) und nach Malden Island (3 Versuche) verlegt. Die größtenteils jungen Soldaten wurden angewiesen, während der Tests die Augen mit Händen oder Ellbogen zu schützen. Die Soldaten, die als Zeugen jener Tests als Atomic Veterans (dt. Atomveteranen) bezeichnet werden, berichteten von den Explosionen als unvergleichbar beängstigenden Erlebnissen. Sie berichteten, dass die freigesetzte Strahlung so grell und durchdringend war, dass die Blutgefäße und Knochen der eigenen Hände und Arme (bei hochgekrempelten Ärmeln) durch die Haut sichtbar wurden. Die darauf folgende Hitzewelle der Explosion habe sich wie körperdurchdringendes Feuer angefühlt. Die Druckwelle habe außerdem indirekt zu Prellungen und Knochenbrüchen geführt, da Soldaten durch die Stoßwelle fortgeschleudert wurden. Fast alle bei den Tests eingesetzten Soldaten erlitten körperliche und seelische Schäden. Einige Soldaten waren nach den Tests zeugungsunfähig; insgesamt wurden bei den Nachkommen der Soldaten eine vielfach höhere kindliche Sterberate sowie häufigere Fehlbildungen beobachtet. Viele jener Veteranen wurden chronisch krank und hatten verschiedene Formen von Krebs. Laut Berichten waren bei nahezu allen Personen, die bei jenen Tests zugegen waren, die Langzeitschäden ein Faktor ihrer späteren Todesursache.

#### Entwicklung der Wasserstoffbombe
Die weitere Entwicklung von Kernwaffen führte zur Wasserstoffbombe. Die USA zündeten am 31. Oktober/1. November 1952 ihre erste Wasserstoffbombe (Codename Ivy Mike). Sie setzte eine Energie von 10,4 Megatonnen TNT-Äquivalent frei, das 800-Fache der Hiroshimabombe.
Die Sowjetunion zündete ihre erste Wasserstoffbombe am 12. August 1953 auf dem Atomwaffentestgelände Semipalatinsk. Am 22. November 1955 zündete sie ihre erste transportable H-Bombe. Die USA testeten während der Operation Redwing (4. Mai bis 21. Juli 1956) am 20. Mai 1956 erstmals eine thermonukleare Wasserstoffbombe nach dem Teller-Ulam-Design. Am 30. Oktober 1961 zündete die Sowjetunion auf der Insel Nowaja Semlja die Zar-Bombe, die mit 57 MT stärkste jemals gezündete Kernwaffe.
Großbritannien zündete seine erste Wasserstoffbombe 1957 (Operation Grapple), China zündete die erste am 17. Juni 1967 auf dem Testgelände Lop Nor (Test Nr. 6) und Frankreich am 24. August 1968 auf dem Fangataufa-Atoll (Canopus).
Großbritannien trat 1962 dem Verbot von atmosphärischen Kernwaffentests bei. Danach wurden alle Tests unterirdisch in Zusammenarbeit mit den USA auf dem Nevada-Testgelände (Nevada Test Site) durchgeführt (24 Versuche), zuletzt im Jahr 1991. Insgesamt führte Großbritannien 45 Versuche durch.

### Entwicklung nach dem Kalten Krieg
Nach dem Zerfall der Sowjetunion zu Beginn der 1990er Jahre haben Experten den militärischen Sinn von Kernwaffen bezweifelt, da jedes Ziel auch mit konventionellen Waffen der gewünschten Größenordnung zerstört werden kann. Die größte Gefahr der atomaren Bewaffnung sei ein Einsatz durch Terroristen, denn diese könnten bei Verwendung von Atomwaffen mit geringem Aufwand großen Schaden anrichten; Atomwaffen dagegen seien im Kampf gegen den Terrorismus vollkommen ungeeignet.
Unabhängig von dieser Entwicklung blieben die USA und Russland als Nachfolgerstaat der Sowjetunion diejenigen Staaten mit den meisten Kernwaffen. Ihr Arsenal wird auch weiterhin gepflegt; es wurde nach Ende des Kalten Krieges immer weniger öffentlich beachtet. 
Die Entwicklung kleiner Kernwaffen ist in der Fachwelt als eine Gefahr eingeschätzt worden, da ihr Einsatz kaum Aufsehen erregen würde. Statt zerstörter Städte und tausender Toter würde die Weltöffentlichkeit lediglich einen kleinen Krater sehen. In der Konsequenz würde die Hemmschwelle sinken, Atomwaffen einzusetzen und auf diese Weise vergleichsweise preisgünstig – ohne Verlust eigener Soldaten und ohne allzu negatives Image – Kriege zu führen. Auch der Atomwaffensperrvertrag würde damit in Frage gestellt werden, was unabsehbare Konsequenzen zur Folge haben könnte (Vertragsabschaffung).

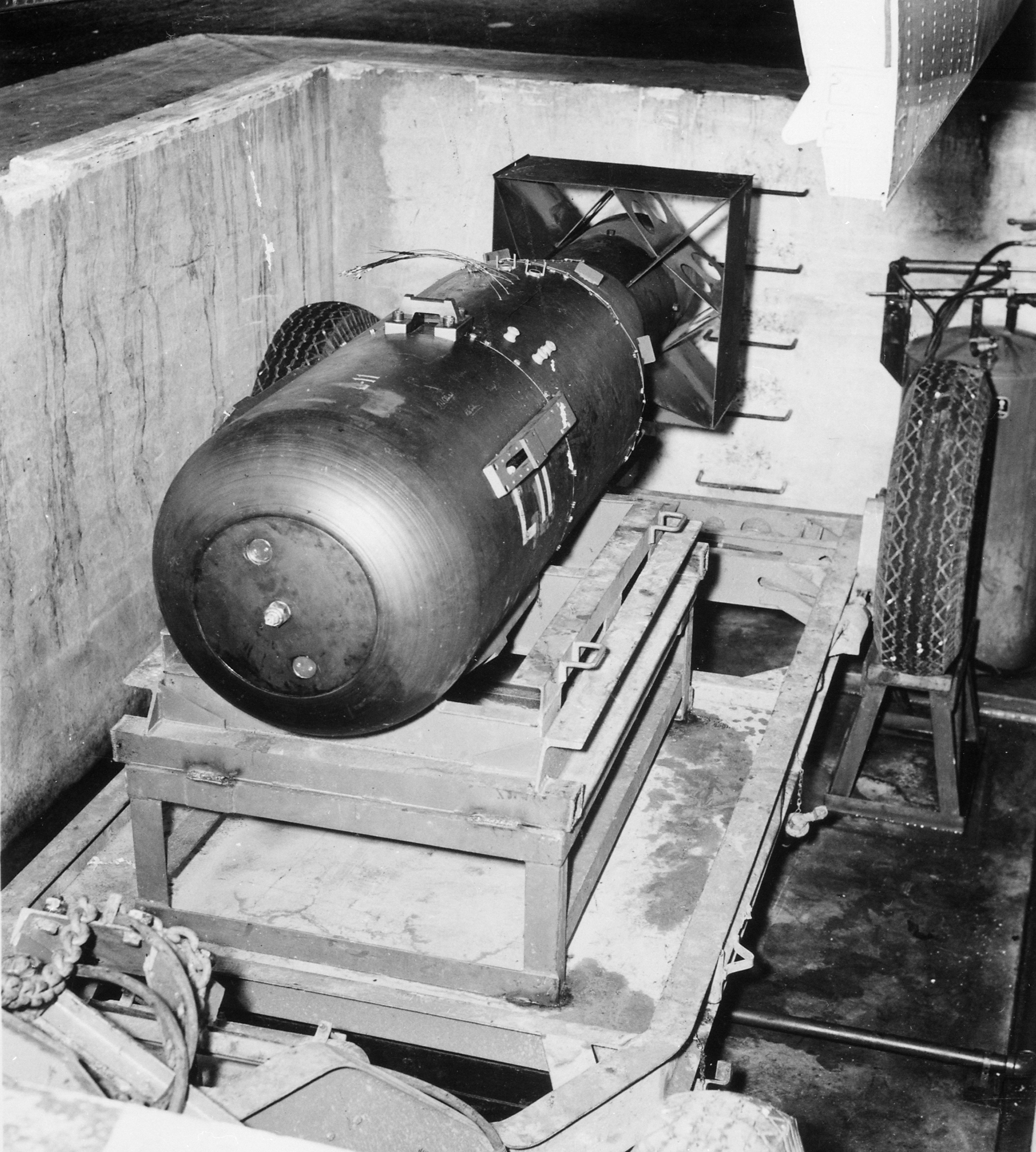
Atombombe Little Boy („Kleiner Junge“) auf einem Transportwagen kurz vor dem Abflug nach Hiroshima (13 kT TNT-Äquivalent Sprengkraft)

## Konstruktion
Die technische Entwicklung der Kernwaffen seit den 1940er Jahren hat eine große Vielfalt unterschiedlicher Varianten hervorgebracht. Unterschieden werden grundsätzlich Atombomben nach dem Kernspaltungs- oder -fissionsprinzip („klassische“ Atombombe) und nach dem Kernfusionsprinzip (Wasserstoff- oder H-Bombe).
In einer Kernspaltungsbombe wird zur Auslösung eine überkritische Masse von spaltbarem Material zusammengebracht. Wie hoch diese Masse ist, hängt von Material, Geometrie und Konstruktion ab. Die kleinste kritische Masse lässt sich mit einer Kugelform des spaltbaren Materials erreichen, am häufigsten werden Uran-235 oder Plutonium-239 verwendet. Die Überkritikalität führt zu einer Kernspaltungs-Kettenreaktion mit schnell anwachsender Kernreaktionsrate. Die dadurch freigesetzte Energie bringt das Material zur explosiven Verdampfung.
Bei der Fusionsbombe wird zunächst eine Kernspaltungsbombe gezündet. Die dadurch im Inneren der Bombe erzeugten Drücke und Temperaturen reichen aus, um mit dem in ihr enthaltenen 6Li die Fusionsreaktion zu zünden. Mit dem vorhandenen Deuterium und dem in der genannten Reaktion erzeugten Tritium kommt die thermonukleare Reaktion in Gang.

## Explosion

Die zwei Methoden der Zusammenfügung unterkritischer Massen: Gun-Design und Implosion

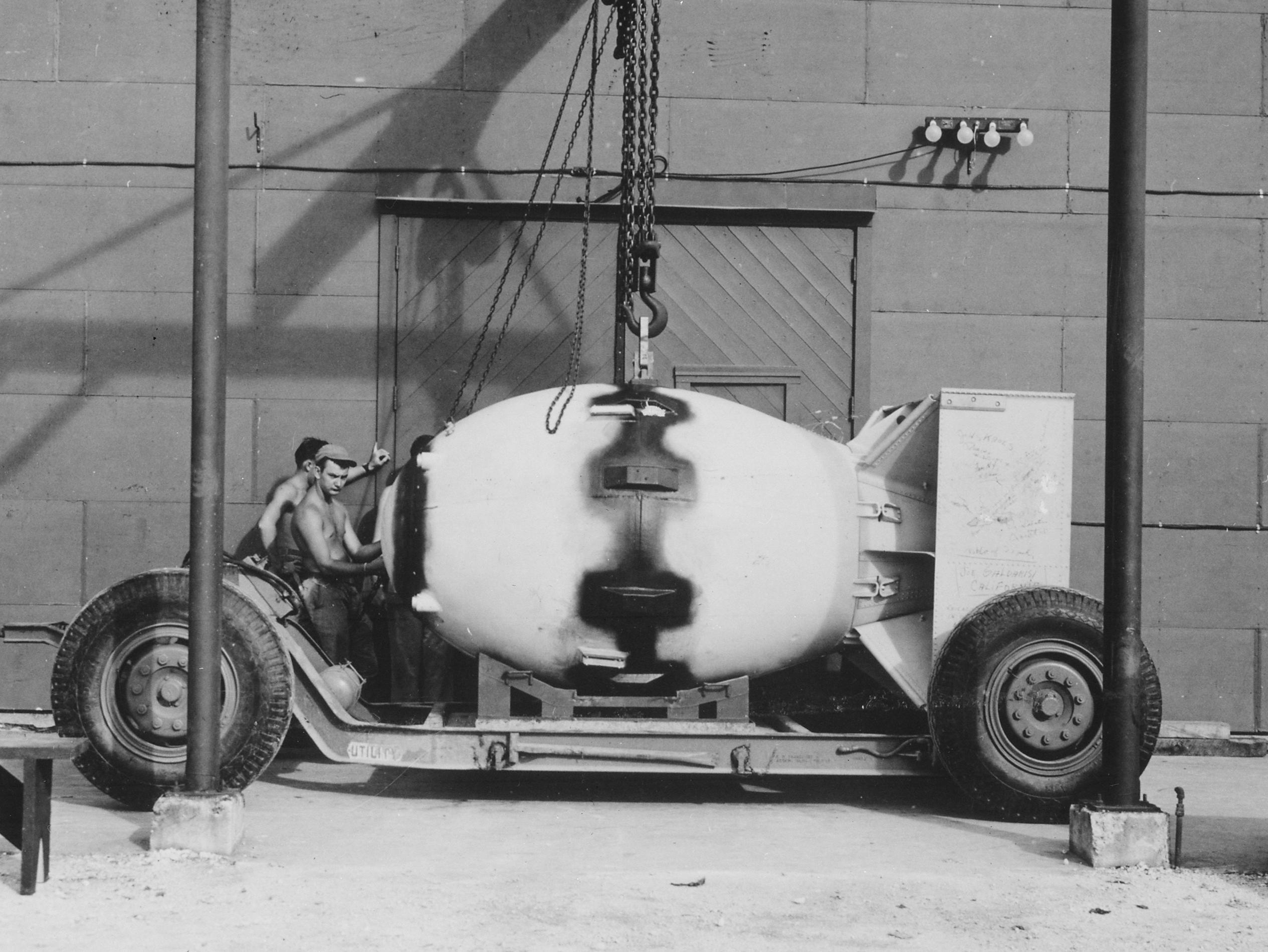
Atombombe „Fat Man“ („Dicker Mann“) wird auf Transportwagen verladen, kurz vor dem Flug nach Nagasaki (Sprengkraft 22 kT TNT)

Prinzipskizze einer „Gun-Design“-Atombombe

Um Atombomben zur Explosion zu bringen, also den Kernspaltungsprozess in Gang zu setzen, wurden mehrere verschiedene Systeme entwickelt.

### Autorisierung und Befehl
Die Befehlsabläufe werden über sog. Atomkoffer gesteuert.

### Gun-Design
Das einfachste Prinzip besteht darin, mit einer konventionellen Sprengladung einen für sich allein unterkritischen Kernsprengstoffkörper auf einen zweiten, ebenfalls unterkritischen zu schießen, um die beiden Teile zu einer überkritischen Masse zusammenzufügen.
Es werden entweder zwei Halbkugeln aus spaltbarem Material mit zwei Sprengstoffkapseln aufeinander geschossen oder ein zylinderförmiger Körper aus spaltbarem Material wird auf eine Kugel mit einem entsprechenden Loch geschossen.
Ein solcher Aufbau einer Atombombe wird Gun-Design genannt. Die von den USA am 6. August 1945 auf Hiroshima abgeworfene (Uran) Atombombe Little Boy war nach diesem System gebaut und hatte eine Sprengkraft von 13 Kilotonnen TNT.

### Implosion
Eine weitere Methode ist die Implosion, bei der das spaltbare Material als Hohlkugel vorliegt. Diese ist von einer Schicht Sprengstoff umgeben, der bei der Explosion durch eine Anzahl elektrischer Zünder so gezündet wird, dass die entstehende Druckwelle das Spaltmaterial im Zentrum zusammendrückt. Durch diese Implosion erhöht sich dessen Dichte, ein überkritischer Zustand entsteht.
Sowohl bei der Testbombe von Alamogordo als auch bei der am 9. August 1945 auf Nagasaki abgeworfenen Atombombe handelte es sich um (Plutonium) Implosionsbomben. Diese hatten eine Sprengkraft von 20 Kilotonnen TNT.

## Kenngrößen

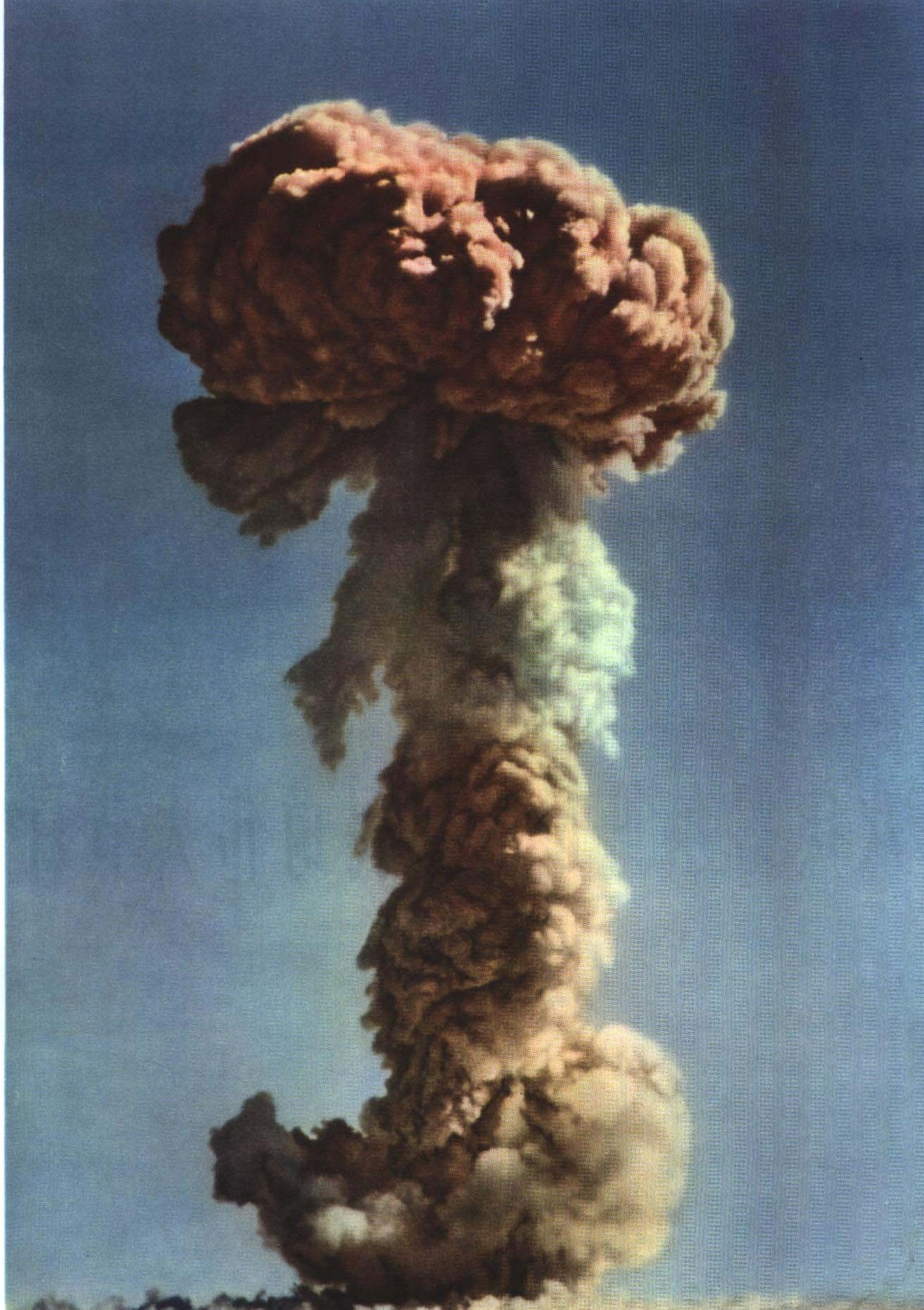
Erster Kernwaffentest der Volksrepublik China, Lop Nor, 16. Oktober 1964

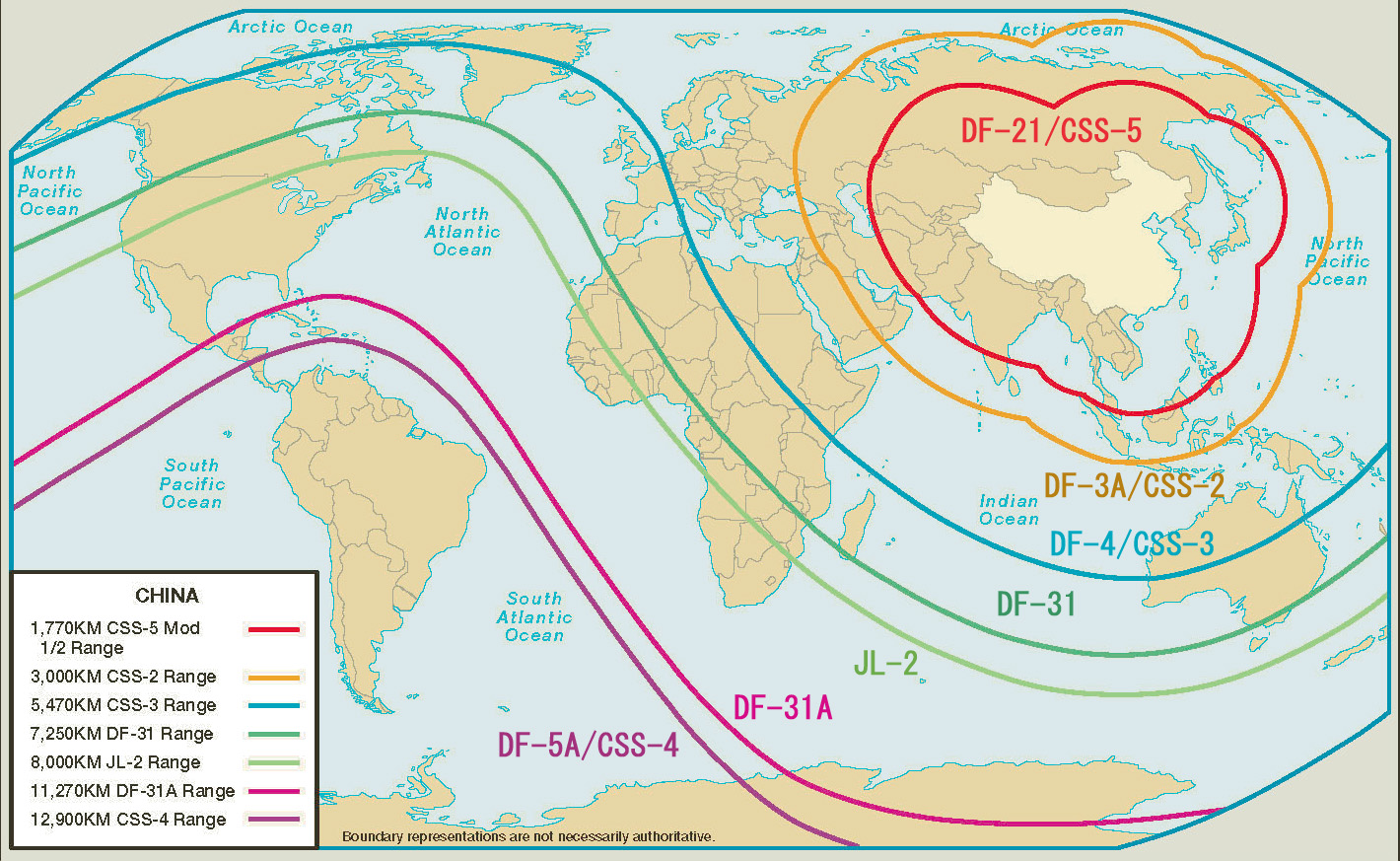
Geschätzte Reichweiten der chinesischen Interkontinentalraketen Dongfeng und JL-2

Die bei der Explosion einer Nuklearwaffe freigesetzte Energie wird gewöhnlich in Kilotonnen angegeben. Eine Kilotonne, abgekürzt kT, ist diejenige Energie, die bei der Detonation von 1000 Tonnen (1 Gg) TNT freigesetzt wird (etwa 4·1012 J). Daher wird auch von TNT-Äquivalent gesprochen. Aus diversen Gründen ist die Sprengkraft von konventionellen und nuklearen Waffen über diese Einheit aber nur ungefähr gleichzusetzen. Bei sehr starken Explosionen, etwa von Wasserstoffbomben, wird die Sprengkraft in Megatonnen, kurz MT, angegeben. Diese Einheit entspricht der Energie einer Million Tonnen (1 Tg) TNT.
Die reine Sprengkraft allein ist allerdings noch kein Maß für die Wirksamkeit einer Kernwaffe. Je nach Typus, Einsatzbereich und Explosionshöhe der Waffe sind verschiedene andere Faktoren von Bedeutung. Es sind unter anderem folgende Kenngrößen in Verwendung:

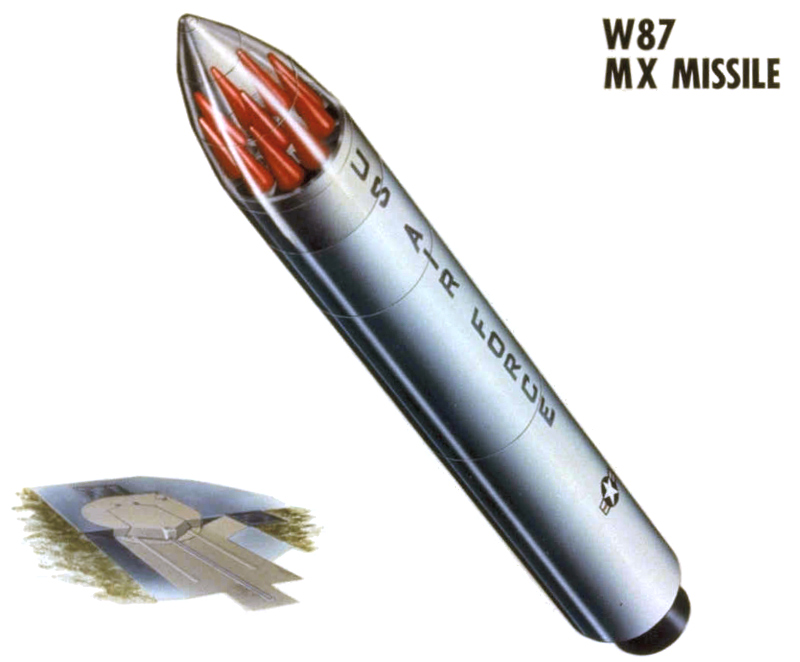
Die amerikanische LGM‑118A Peacekeeper (MX) kann bis zu zehn unabhängig steuerbare Wiedereintrittskörper mit je einem W87-Sprengkopf transportieren.

- Totaler Zerstörungsradius: der Radius um das Explosionszentrum, in dem alles tierische und menschliche Leben sowie alle Gebäude, Pflanzen usw. komplett vernichtet werden. Je nach Größe der Bombe kann dieser bis zu 10 km betragen. Die experimentelle sowjetische Zar-Bombe hatte in ihrer stärksten Version einen totalen Zerstörungsradius von bis zu 20 km. Danach folgen weitere Radien, in denen die Zerstörungskraft der Bombe abnimmt, z. B. der Radius, bei dem die Überlebenschance über 50 % liegt; danach der, bei dem sie über 80 % liegt, und so weiter.
- Millionen Tote: Anzahl der Getöteten bei Explosion in einem Ballungsgebiet. Diese Größe hängt sehr stark vom Ort ab. Insbesondere haben die Bevölkerungsdichte und die Bauweise der Stadt einen sehr großen Einfluss auf die Zahl der Toten. Im Kalten Krieg wurden Modellrechnungen zum Einsatz starker nuklearer Waffen gegen die wichtigsten Ziele durchgeführt, unter anderem Moskau, Leningrad, Washington, D.C. und New York. In heutiger Zeit gibt es entsprechende Simulationen, die von einem terroristischen Anschlag mit einer kleinen Kernwaffe (einige Kilotonnen) ausgehen.[25]
- Anzahl der Sprengköpfe: Viele Nuklearraketen verfügen über mehrere nukleare Sprengköpfe, die dann in großer Höhe von der Trägerrakete getrennt werden und sich auf eine große Fläche verteilen. Eine einzige Rakete kann auf diese Weise riesige Gebiete verwüsten, so kann etwa die sowjetische SS-18 Satan – je nach Bestückung – ihre Sprengköpfe über ein Areal von bis zu 60.000 km² verteilen. (Zum Vergleich: Bayern hat eine Fläche von 70.552 km².) Bei modernen Raketen sind die einzelnen Sprengköpfe so steuerbar, dass mit jedem Sprengkopf ein einzelnes Ziel angegriffen werden kann.

Dieses sind jeweils keine festen Einheiten, sondern nur Richtgrößen, anhand derer sich der Schaden einer nuklearen Waffe abschätzen lässt. Je nach Verwendungszweck können auch andere Größen interessant sein, etwa die mechanische, die thermische und die elektromagnetische Leistung, oder der entstehende Fallout und Langzeitwirkungen. Manchmal sind auch einfach nur technische Größen wie Abmessungen und Gewicht von Bedeutung. Um sich ein genaues Bild von der Wirkung einer einzelnen Bombe zu machen, ist die detaillierte Kenntnis verschiedenster Daten notwendig.
Die stärksten als reguläre militärische Sprengköpfe konstruierten Kernwaffen sind Wasserstoffbomben mit bis zu 25 MT Sprengkraft (Sprengkopf für SS-18 ICBM oder Mk-41 Bombe für B-52 Bomber). Die stärkste derzeit im Einsatz befindliche Kernwaffe ist vermutlich der Sprengkopf der chinesischen DF-5A Interkontinentalrakete mit 3 MT (Zum Vergleich: Die Explosionskatastrophe in Beirut hatte eine Sprengkraft von etwa 0,001 MT bzw. 1 kT). Typischerweise sind es aber deutlich weniger, so 100 kT bei der häufigsten amerikanischen Kernwaffe W-76-0. Ohne Kernfusion, das heißt nur mit Spaltung von Uran- oder Plutoniumkernen, werden 500 kT (amerikanischer Ivy King-Test – Mk-18 Bombe) bis 800 kT (stärkster französischer Test) erreicht. Fat Man, über Nagasaki abgeworfen, hatte demgegenüber nur 20 kT Sprengkraft. Einige moderne Kernwaffen lassen auch ein Wählen der Sprengkraft zu, so kann die amerikanische B83 Bombe mit wenigen kT bis zu 1,2 MT gezündet werden.

## Klassifizierung

### Strategische Kernwaffe
Strategische Kernwaffen sind Kernwaffen mit großer Sprengkraft, die nicht auf dem Gefechtsfeld eingesetzt werden, sondern Ziele im gegnerischen Hinterland zerstören sollen, wie z. B. ganze Städte oder Raketensilos von Interkontinentalraketen. Ihre Sprengkraft reicht vom Kilotonnenbereich bis zu theoretisch über 100 Megatonnen TNT bei der Wasserstoffbombe.
Die Nukleare Triade besteht aus Interkontinentalraketen, U-Boot-gestützten ballistischen Raketen und strategischen Bombern.
Die Verteilung der Kernwaffen auf mehreren Plattformtypen soll die Schlagkraft einer Nuklearmacht im Konfliktfall sicherstellen.
Strategische Kernwaffen sind:
- freifallende Kernbomben, die von Flugzeugen (meist Langstreckenbombern) direkt auf das Ziel abgeworfen werden;
- landgestützte Interkontinentalraketen (ICBM) mit nuklearem Sprengkopf, die in Silos oder mobil auf dem Festland stationiert sind;
- landgestützte Mittelstreckenraketen (MRBM, IRBM) mit nuklearem Sprengkopf, die in Silos oder auf mobilen Abschussrampen montiert sind. Ein besonderes Problem dieser Waffen ist die extrem kurze Flug- und damit Reaktionszeit von nur wenigen Minuten. Sie gelten deshalb als besonders anfällig für das unbeabsichtigte Auslösen eines Atomschlages, da nach radargestützter (Fehl-)Erkennung einer solchen Rakete praktisch keinerlei Zeit bleibt, politische Entscheidungsprozesse auszulösen. Beispiele für diese Raketen sind die in den 1950er Jahren von den USA in der Türkei stationierten Jupiter-Raketen und jene Raketen, die die UdSSR auf Kuba stationieren wollte – was damals die Kubakrise auslöste. Derartige Waffen werden heute lediglich noch von solchen Staaten stationiert, denen die Technik von Interkontinentalraketen fehlt, wie Pakistan oder Israel.
- U-Boot-gestützte ballistische Raketen (SLBM) mit nuklearem Sprengkopf;
- luftgestützte ballistische Raketen (ALBM) mit nuklearem Sprengkopf, gestartet von Flugzeugen;
- Marschflugkörper (Cruise-Missiles) mit nuklearem Sprengkopf, die von Flugzeugen (ALCM), Kriegsschiffen oder U-Booten abgefeuert werden können, sind vorwiegend für den „taktischen“ Einsatz vorgesehen.

Eine Rakete kann je nach Bauart auch mehrere nukleare Sprengköpfe transportieren (sogenannte MIRV-Bauweise, Multiple Independently targetable Re-entry Vehicle) und so Radien von mehreren Hundert Kilometern verwüsten.

### Taktische Kernwaffe
Taktische Kernwaffen (auch nukleare Gefechtsfeldwaffen genannt) sollen ähnlich wie konventionelle Waffen zur Bekämpfung gegnerischer Streitkräfte eingesetzt werden. Ihr Wirkungskreis und in der Regel auch die Sprengkraft sind deutlich geringer als bei strategischen Waffen. Die kleinste taktische Atomwaffe im Truppendienst hat eine Sprengkraft von circa 0,3 kT (zum Vergleich: Little Boy (Hiroshima) hatte eine Sprengkraft von etwa 13 und Fat Man (Nagasaki) von etwa 21 kT). Der geringe Wirkradius soll einen Einsatz relativ nahe an den eigenen Positionen erlauben.
Taktische Kernwaffen gab und gibt es in verschiedenen Formen:
- Nukleare Artilleriegeschosse (etwa W9), die von Artilleriegeschützen verschossen werden können, siehe M65-Geschütz, später Panzerhaubitze M109;
- Infanteriegranaten mit Treibsatz (RPG), siehe Davy Crockett;
- Taktische Boden-Boden-Raketen kurzer Reichweite (z. B. Honest John, FROG, Lance);
- Atomic Demolition Munitions, umgangssprachlich 'Atomminen';
- nukleare freifallende Bomben (z. B. B61);
- Luft-Luft-Raketen zur Bekämpfung von Flugzeugen, etwa die AIM-26 Falcon;
- Boden-Luft-Raketen (z. B. Bomarc, Nike) zur Bekämpfung von Flugzeugen;
- Raketen zur U-Boot-Abwehr (z. B. RUR-5 ASROC);
- nukleare Wasserbomben zum Einsatz gegen U-Boote (z. B. B57);
- nuklear bestückte Seezielflugkörper, um mit einem Schlag ganze Trägergruppen ausschalten zu können;
- nuklear bestückte Torpedos (etwa der sowjetische Schkwal-Torpedo); Nukleartorpedos sollten von den sowjetischen U-Boot-Besatzungen autonom auch ohne Befehl aus Moskau eingesetzt werden und verfügten damit eine tiefe Schwelle vor dem Einsatz.[26]

Die Bezeichnung „taktisch“ kann insofern missverstanden werden, als bereits diese Waffen schwerste Zerstörungen anrichten und erhebliche Radioaktivität freisetzen können, was im Kriegsfall verheerende Auswirkungen hätte. Bei der NATO-Nuklearstrategie „Flexible Response“ wurde davon ausgegangen, dass der Einsatz taktischer Kernwaffen kontrollierbar sei. Erwiesen sich konventionelle Kampfmittel als zu schwach, würde der Gebrauch taktischer Kernwaffen die Abwehr von Angriffen auf NATO-Gebiet ermöglichen, ohne dass die Auseinandersetzung zu einem umfassenden nuklearen Schlagabtausch (sog. all-out war) eskalieren müsste. Auf sowjetischer Seite wurde diese Theorie von Anfang an verworfen. Man hielt eine Begrenzung für unmöglich, sobald es einmal zum Einsatz von Kernwaffen gekommen wäre. Auch Frankreich stand dem Konzept sehr skeptisch gegenüber.
2022 kam nach unverhohlenen Drohungen Russlands nach dem russischen Überfall auf die Ukraine das Konzept der taktischen Atombombe in die Schlagzeilen. Taktische militärische Ziele könnten mit einer solchen Waffe nie erreicht werden, weil ein Einsatz von Nuklearwaffen immer politisch strategische Folgen hätte, so Oliver Thränert vom Center for Security Studies an der ETH Zürich. Insofern sei die Bezeichnung ‚taktische Atomwaffe‘ „irreführend“.

### Spezielle Kernwaffen

#### Neutronenbombe
Neutronenbomben sind taktische Kernwaffen, die im Vergleich zur herkömmlichen Bauweise eine geringere Sprengkraft (etwa 1 kT), aber eine stärkere Neutronenstrahlung erzeugen.
Man versprach sich davon vor allem eine erhöhte Effektivität gegen gepanzerte Streitkräfte: Für die Zerstörung von Panzern muss eine Bombe normalerweise in der unmittelbaren Umgebung explodieren, da die Panzerung einen Schutz gegen Druck und Hitze bietet. Gegen Neutronenstrahlung hingegen schützt sie kaum, da Neutronen auch schwere Materialien nahezu ungehindert durchdringen. Die Explosion einer Neutronenbombe könnte daher die Besatzung eines Panzers augenblicklich töten, ohne den Panzer selbst zu vernichten. Allerdings erzeugt die Neutronenstrahlung im Zielgebiet sekundäre Radioaktivität, die das Gelände und dort verbliebenes Material dauerhaft unbrauchbar macht.
Daneben können Neutronenbomben verwendet werden, um gegnerische Kernwaffen (z. B. anfliegende Raketen) durch Zerstören der Zünd- oder Steuerelektronik unbrauchbar zu machen.
Entwicklung und Stationierung von Neutronenbomben, auch in Deutschland, wurden anfangs so begründet, dass ein damit geführter Krieg selbst bei der größeren benötigten Anzahl von Explosionen Land und Infrastruktur weniger verwüste als herkömmliche Kernwaffen.
Modellrechnungen zeigten aber bald, dass dieses in der Praxis kaum zuträfe. Denn in dem wirksam bestrahlten Gebiet wäre bereits die Druck- und Hitzewirkung tödlich, auch Gebäude und Anlagen würden zerstört und das Material durch Einfang radioaktiv. Eine „saubere“ Alternative zur klassischen Atombombe würde somit nicht erreicht.
Der Denkansatz der Neutronenwaffe, Menschen zu töten und Ausrüstung, z. B. Panzer, zu erhalten, wurde ab 1977 in Westeuropa von vielen Menschen scharf kritisiert. Egon Bahr sprach von einem „Symbol der Perversion menschlichen Denkens“. Weiterhin wurde kritisiert, dass der Tod durch eine Neutronenbombe besonders grausam sei. Menschen, die starken Neutronenstrahlen ausgesetzt sind, würden einen qualvollen und langsamen Tod sterben. Opfer würden mehrere Wochen lang unter Haarausfall, Lähmung, Verlust der Sinneswahrnehmung und Artikulationsfähigkeit, Spasmen, unkontrolliertem Durchfall und Flüssigkeitsverlust leiden, bis sie schließlich sterben. Die Friedensbewegung entfaltete ab 1977 zunächst in den Niederlanden, dann auch in Westdeutschland eine Kampagne gegen die Neutronenbombe.
Zudem befürchteten die Kritiker, durch die Neutronenbombe werde die Einsatzschwelle von Kernwaffen herabgesetzt und damit das Risiko einer Eskalation zum Krieg mit stärkeren nuklearen Bomben erhöht.
In den USA wurden seit 1974 etwa 800 Neutronensprengsätze gebaut. Die letzten Neutronenbomben wurden 1992 offiziell verschrottet.
Zu einem Stationierungsort in Deutschland in den 1980er Jahren siehe Sondermunitionslager Gießen.

#### Mini-Nuke
Sogenannte Mini-Nukes sind Kernwaffen mit einer Sprengkraft unter fünf Kilotonnen. Die neue Forschung über kleine, technisch hoch entwickelte Kernwaffen ist in den USA geplant. Der US-Senat hob im Mai 2003 ein zehn Jahre altes Verbot der Entwicklung von Mini-Nukes auf. Diese Entscheidung wurde im Kongress durch eine Resolution geschwächt, welche die Forschung erlaubt, jedoch ein Verbot der Entwicklung oder Herstellung neuer Atomwaffen mit geringer Sprengkraft beibehält.
Kofferbomben, beispielsweise zum Einsatz durch Geheimdienste oder Terroristen, wurden beschrieben und werden auch auf dem High Energy Weapons Archive vorgestellt; dort wird aber auch betont, dass die physikalische Umsetzbarkeit mehr als zweifelhaft ist (beispielsweise wären zu hohe Mengen an konventionellem Sprengstoff zur Zündung nötig gewesen). Andererseits lag bereits das Gewicht des amerikanischen W-54-Gefechtskopfs zum Davy-Crockett-Leichtgeschütz bei nur 23 Kilogramm. Die eiförmige Waffe aus den 1950er Jahren hatte einen Durchmesser von nur etwa 27 cm bei 40 cm Länge und erreichte eine maximale Sprengkraft von etwa 0,02 kT TNT-Äquivalent.
Ferner war in den 1950er- und 60er Jahren eine Antriebstechnik mittels kleinen Atomsprengkörpern in Entwicklung der NASA, so wie sie für bemannte oder unbemannte Missionen eingesetzt werden sollte. Das Konzept wurde zwar verworfen, allerdings liegen die Dokumente des Orion-Projektes bis heute unter Verschluss, vor allem, um einen Missbrauch durch z. B. Terroristen zu verhindern.

#### Bunkerbrecher
Nukleare bunkerbrechende Waffen sollen tief in die Erde eindringen, um unterirdische und gehärtete Bunker zu zerstören. Es ist ausgeschlossen, dass die Bomben, aus der Luft abgeworfen, tief genug unter die Oberfläche eindringen können und die Explosion vollkommen unterirdisch abläuft. Somit wird ein Bombenkrater erzeugt und hochradioaktives Material wird in die Luft ausgeworfen. Ebenso sind durch die erzeugten Erschütterungen großflächige Zerstörungen um das eigentliche Ziel herum zu befürchten. Es gibt im US-Arsenal bereits eine »Bunker Buster«: die B-61-11, die laut des im Januar 2002 veröffentlichten Überprüfungsberichts (Nuclear Posture Review, NPR) der US-Atomwaffenpolitik eine Sprengkraftgröße von mehr als fünf Kilotonnen hat und damit keine »Mini-Nuke« ist. Diese Waffe dringt aus einer Höhe von gut 13.000 Metern nur bis zu sieben Meter in die Erde und 2–3 Meter in gefrorenen Boden ein. Die USA haben etwa 50 dieser Bomben zur Verfügung.

#### Schmutzige Bombe
Bei einer schmutzigen Bombe wird die Wirkung der Explosion mit der großflächigen und jahrelangen Kontamination durch radioaktiven Niederschlag weiter gesteigert. Dieses wird durch den Aufbau der Waffe oder durch eine Kernexplosion auf dem Erdboden erreicht (für letzteres siehe Kernwaffenexplosion). Besonders die Kobaltbombe wurde als schmutzige Bombe bezeichnet. In dieser Bauform wird um den eigentlichen Sprengsatz ein Kobaltmantel angebracht. Dieses Metall wird durch die Explosion in 60Co umgewandelt, ein stark strahlendes Isotop mit relativ langer Halbwertszeit, das als Staub herabregnen und das betreffende Gebiet für lange Zeit kontaminieren sollte.
Zu Beginn des 21. Jahrhunderts wurde der Begriff Schmutzige Bombe umgeprägt. Man bezeichnet damit nun einen Sprengsatz aus konventionellem Sprengstoff, dem radioaktives Material beigemischt wurde, das durch die Explosion möglichst weit verteilt werden soll. Eine nukleare Explosion findet dabei nicht statt. Es wird angenommen, dass Terroristen derartige USBV einsetzen könnten, um Schrecken zu verbreiten.
Auch die Internationale Atomenergieorganisation warnt davor, dass Terroristen radioaktives Material, z. B. aus Nachfolgestaaten der Sowjetunion, erwerben könnten. Dort, ebenso wie in den USA, kommen immer wieder Substanzen aus Industrie, Forschungseinrichtungen oder Krankenhäusern abhanden. Da das Material für eine schmutzige Bombe aus der zivilen Kerntechnik gewinnbar ist, wird auch die gesamte Kerntechnik zu den Dual-Use-Produkten gezählt.
Als Beispiel für die Folgen einer schmutzigen Bombe wird teils der Goiânia-Unfall in Brasilien 1987 herangezogen, bei dem Diebe in ein leerstehendes Krankenhaus einbrachen und einen Behälter mit radioaktivem 137Caesiumchlorid stahlen und nach Hause nahmen. Aus Neugier und Unwissenheit hantierten viele Menschen in ihrer Umgebung mit dem bläulich fluoreszierenden Material und trugen Teile der Substanz mit sich herum. Mehrere Wohnbezirke waren betroffen, und schließlich starben vier Menschen an der Strahlenkrankheit, zehn weitere brauchten intensive medizinische Behandlung, 85 Gebäude mussten abgerissen oder dekontaminiert werden.

## Kernwaffen in Europa

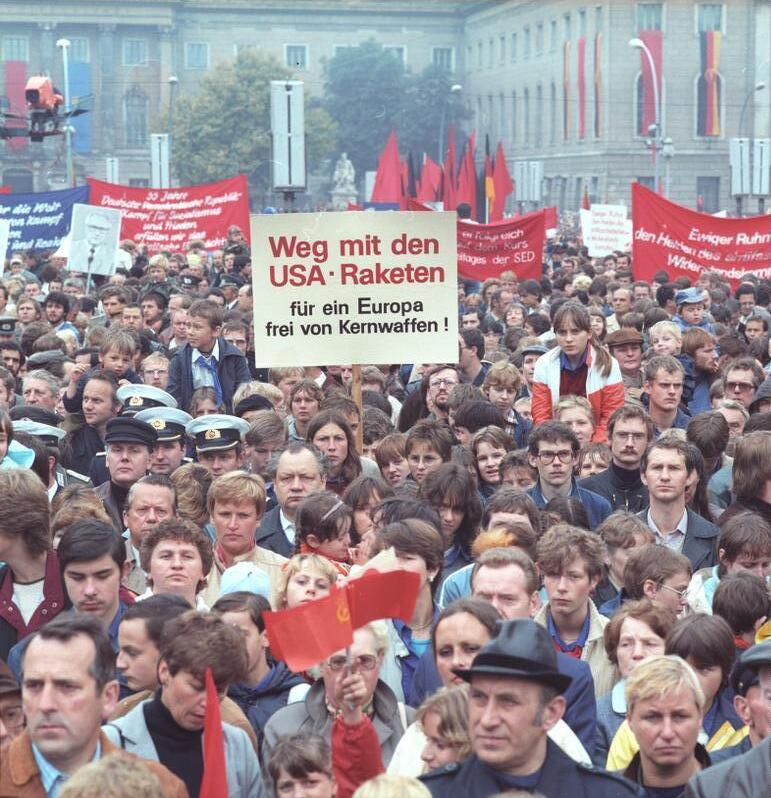
Demonstranten gegen Kernwaffen in Europa beim Tag der Opfer des Faschismus, 1984 in Ost-Berlin

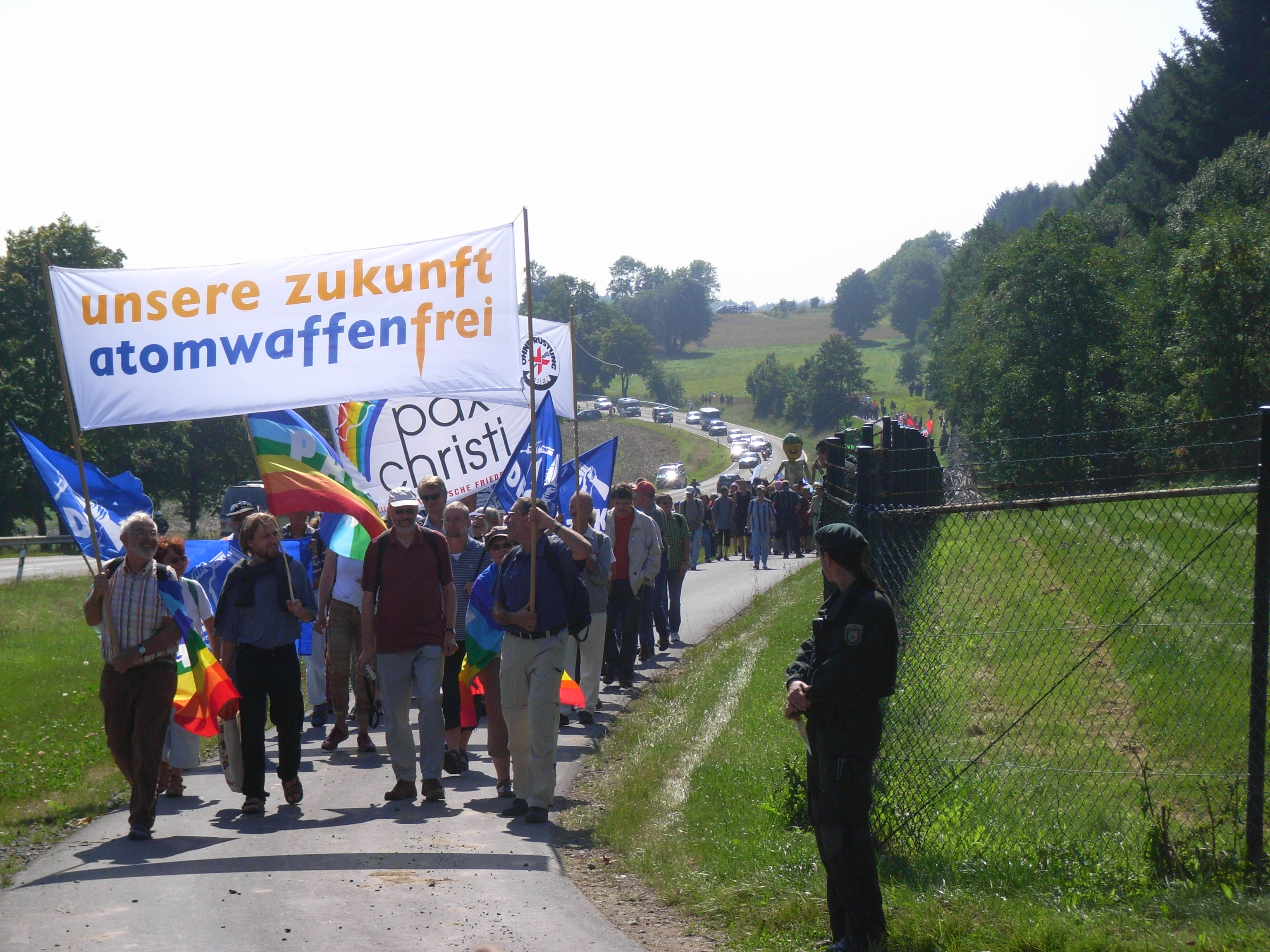
Demonstration gegen Atomwaffen in Deutschland, August 2008 am Fliegerhorst Büchel

Alle Staaten in Europa haben den am 5. März 1970 in Kraft getretenen Atomwaffensperrvertrag ratifiziert. Dem Vertrag zufolge ist der Besitz von Kernwaffen (von den in Europa liegenden Staaten) nur das Vereinigte Königreich, Frankreich und der Sowjetunion bzw. deren Nachfolgestaat Russland erlaubt. Auch die europäischen Atommächte dürfen, wie die übrigen europäischen Länder, Atomwaffen nicht weitergeben. Die Bundesrepublik Deutschland hatte sich bereits durch den am 5. Mai 1955 in Kraft getretenen Deutschlandvertrag gegenüber den Siegermächten des Zweiten Weltkriegs verpflichtet, auf den Bau von Atomwaffen zu verzichten. Deutschland bekräftigte seinen Verzicht auf Herstellung und Besitz von und auf Verfügungsgewalt über atomare Waffen im Zwei-plus-Vier-Vertrag. Dieser trat am 15. März 1991 in Kraft und zugleich der Deutschlandvertrag außer Kraft. Der Zwei-plus-Vier-Vertrag begründet jedoch keine zusätzliche rechtliche Pflicht, sondern bleibt nur „deklaratorisch“.
Die in Europa gelagerten Kernwaffen (vgl. Sondermunitionslager) sind nach Ende des Kalten Krieges drastisch reduziert worden. Auf den europäischen Luftwaffenstützpunkten sind von 1990 bis 1996 rund 208 Kernwaffensilos der NATO gebaut worden. Ursprünglich waren hierfür 438 NATO-Bunker vorgesehen, die aber nicht mehr benötigt wurden. Die von den US-Streitkräften kontrollierten Bunker für Bomben, die im Ernstfall den NATO-Streitkräften zur Verfügung standen, waren nicht alle bestückt worden. Bis 1998 hatte Großbritannien sein Arsenal an Fallbomben auf den Stützpunkten abgebaut. Ab 1996 wurden dann die weiteren Arsenale geleert.
Die USA und Großbritannien lagerten während des Kalten Krieges bis zu 5.000 Kernwaffen in deutschen Bunkern, darunter das für den Einsatz innerhalb Deutschlands bestimmte Zebra-Paket. Es wird vermutet, dass heute in Europa im Rahmen der nuklearen Teilhabe schätzungsweise 480 Nuklearwaffen gelagert sind, davon 20 auf dem deutschen Fliegerhorst Büchel. Dort trainiert die Luftwaffe im Rahmen der nuklearen Teilhabe den Einsatz von Kernwaffen durch Jagdbomber vom Typ Tornado. Die deutschen Luftwaffenstützpunkte in Memmingen und Nörvenich verfügten schon ab 1995 über keinerlei Kernwaffen mehr. Auch wird davon ausgegangen, dass die 130 Sprengköpfe aus der Ramstein Air Base abgezogen wurden.
Die beiden westeuropäischen Atommächte Großbritannien und Frankreich begannen bereits in den 1960ern bzw. 1970ern Teile ihrer Arsenale auf seegestützte Systeme umzustellen. Beide Staaten unterhalten heute je vier ballistische Atom-U-Boote, von denen jedes mit jeweils 16 Atomraketen ausgestattet werden kann. Frankreich hält lediglich noch 60 Sprengköpfe zum Einsatz durch Bomber bereit, Großbritannien verfügt seit dem Jahr 2000 ausschließlich über seegestützte Systeme. Infolge dieser Veränderung wurde auch die Anzahl der Lagerstätten auf Luftwaffenstützpunkten reduziert. Die seegestützten Sprengköpfe machen heute den größten Teil der in Europa stationierten Atomwaffen aus. Die britischen Sprengköpfe werden komplett in der Marinebasis Clyde gelagert, die französischen in Brest.
Die Schweiz begann kurz nach den amerikanischen Atombombenabwürfen eine Studie zur Produktion eigener Waffen. Das Schweizer Kernwaffenprogramm wurde, nach anfänglicher Geheimhaltung bis 1958, durch zwei Volksabstimmungen in den Jahren 1962 und 1963 in einzigartiger Weise legitimiert, in Form von Planungen fortgesetzt und erst 1988 definitiv gestoppt, obwohl die Schweiz bereits 1969 den Atomwaffensperrvertrag unterzeichnet hatte. 1995 wurde dessen unbefristeter Verlängerung zugestimmt, und im Jahre 2016 wurden die verbliebenen 20 kg waffenfähiges Plutonium aus dem Schweizer Lager in die USA transportiert.

### NATO-Luftwaffenstützpunkte mit Kernwaffen
(Stand: 2011, bei Anzahl der Waffen und Lagersysteme, Stand: 2022, bzgl. der Orte mit eingelagerten Atomwaffen)
- Belgien
  - Kleine Brogel (elf WS3-Lagersysteme, 10–20 Bomben B61-3/4)
- Deutschland
  - Fliegerhorst Büchel (elf WS3-Lagersysteme, 10–20 Bomben B61-3/4)
  - Ramstein Air Base (55 WS3-Lagersysteme, Ausbildungseinrichtung, zurzeit keine Waffen gelagert)
- Griechenland
  - Araxos (elf WS3-Lagersysteme, zurzeit keine Waffen gelagert)
- Großbritannien
  - Lakenheath (33 WS3-Lagersysteme, zurzeit keine Waffen gelagert)
- Italien
  - Aviano (18 WS3-Lagersysteme, 50 Bomben B61-3/4)
  - Ghedi-Torre (elf WS3-Lagersysteme, 10–20 Bomben B61-3/4)
- Niederlande
  - Volkel (elf WS3-Lagersysteme, 10–20 Bomben B61-3/4)
- Türkei
  - Balıkesir (elf WS3-Lagersysteme, zurzeit keine Waffen gelagert)
  - Incirlik Air Base (25 WS3-Lagersysteme, 60–70 Bomben B61-3/4)
  - Akıncı (Mürted) (elf WS3-Lagersysteme, zurzeit keine Waffen gelagert)

## Kernwaffenstaaten nach dem Atomwaffensperrvertrag (NVV)

Atommächte im Atomwaffensperrvertrag (China, Frankreich, Russland, UK, USA)
Atommächte außerhalb des Atomwaffensperrvertrags (Indien, Nordkorea, Pakistan)
unerklärte Atommächte außerhalb des Atomwaffensperrvertrags (Israel)
vermutetes Atomwaffenprogramm (Iran, Saudi-Arabien)
Mitgliedsstaaten der Nuklearen Teilhabe
Ehemalige Atommächte
Atomwaffenprogramm aufgegeben

Die fünf ständigen Mitglieder (USA, UdSSR/Russland, Großbritannien, Frankreich und China) des Weltsicherheitsrats gelten als offizielle Atommächte. Sie sind nach dem Atomwaffensperrvertrag (NVV) als Staaten mit Kernwaffen aufgezählt.
Die USA und Russland sind im Besitz von über 80 % aller Kernwaffen. Zu den Kennzahlen siehe die Informationen im Abschnitt Kernwaffenbestände.

## Kernwaffenstaaten außerhalb des Atomwaffensperrvertrags (NVV)

### Nordkoreanische Kernwaffen
Nordkorea erklärte im Frühjahr 2005 ebenfalls, Kernwaffen zur Abschreckung entwickelt zu haben; die Aussage wurde und wird jedoch von verschiedenen Seiten bezweifelt. Unstrittig war und ist jedoch, dass Nordkorea ein ambitioniertes Programm zum Erlangen von Kernwaffen unterhält. Am 3. Oktober 2006 wurde von der nordkoreanischen Regierung bekannt gegeben, Atombombentests durchführen zu wollen.
Am 9. Oktober 2006 um 10:36 Uhr Ortszeit wurde in Hwadaeri nahe Kilju ein erfolgreicher unterirdischer Nuklearwaffentest durchgeführt und später durch seismische Messungen in Russland und den USA bestätigt. Die Sprengkraft lag nach südkoreanischen Schätzungen bei über 800 Tonnen TNT. Russlands Verteidigungsministerium geht dagegen von 5 bis 15 Kilotonnen TNT aus. (Zum Vergleich: Die Hiroshima-Bombe hatte eine Sprengkraft von umgerechnet 13 Kilotonnen TNT.) Bis heute ist jedoch noch nicht eindeutig geklärt, ob es sich bei der Detonation vom 9. Oktober 2006 tatsächlich um eine Kernexplosion gehandelt hat. Es wäre möglich, dass die Sprengung auch mit konventionellen Mitteln durchgeführt worden sein könnte, um den politischen Druck auf die internationale Gemeinschaft zu erhöhen. Durch Spionageflugzeuge der USA gibt es Hinweise auf eine sehr schwach erhöhte Radioaktivität in der Atmosphäre über dem Testgebiet, die jedoch so schwach war, dass sie erst im zweiten Anlauf überhaupt entdeckt wurde. Ein zweiter Atomwaffentest gelang offenbar am 25. Mai 2009, wobei eine Sprengkraft von 20 Kilotonnen erreicht worden sein soll. Am 6. Januar 2016 verkündete Nordkorea, dass ein erfolgreicher Test einer Wasserstoffbombe durchgeführt worden sei. Experten bezweifeln allerdings, dass es sich wirklich um einen erfolgreichen Test einer Wasserstoffbombe gehandelt habe, da die freigesetzte Energie zu niedrig für eine Wasserstoffbombenexplosion sei. Entweder sei der Test gescheitert oder es habe sich nur um eine Hybride Atombombe gehandelt.

## Vermutete und ehemalige Staaten mit Kernwaffen

### Israel
Obwohl lange Zeit nicht von offizieller Seite bestätigt, gilt es als unstrittig, dass auch Israel seit den 1970er Jahren im Besitz von Kernwaffen ist. Mordechai Vanunu, damals Techniker am Kernforschungszentrum Negev, verriet 1986 die Existenz des israelischen Kernwaffenprojekts und wurde vom Mossad aus Rom nach Israel entführt. Am 11. Dezember 2006 gab der israelische Ministerpräsident Olmert gegenüber dem deutschen Sender Sat.1 zu, dass Israel eine Atommacht sei. Dieses wurde jedoch später von ihm wieder dementiert. Zuvor gab es Proteste im In- und Ausland als Reaktion auf diese Aussage. Im Januar 2007 meldeten iranische Medien, Israel plane einen atomaren Angriff auf den Iran, was von Tel Aviv dementiert wurde.

### Iran
Der Islamischen Republik Iran wird das Streben nach Atomwaffen unterstellt, allen voran von Israel und den USA. Einen Nachweis dafür gibt es allerdings nicht. Nach eigenen Angaben arbeitet Iran an der zivilen Nutzbarmachung der Kernkraft zur Energiegewinnung.
Diplomaten in Wien, dem Sitz der Internationalen Atomenergiebehörde (IAEA), sagten 2015 der F.A.Z., Iran habe einige Wochen davor bereits 1000 Zentrifugen zur Urananreicherung in der Anlage in Natans installiert gehabt. Das war eine deutliche Erhöhung, da Iran nach Beginn der Anreicherung ein Jahr früher zunächst nur zweimal 164 Zentrifugen in Betrieb hatte. Die Regierung in Teheran hatte am 12. April 2007 sogar gemeldet, dass sie insgesamt 3000 Zentrifugen in Betrieb habe, womit eine Anreicherung auf industriellem Niveau erreicht sei.
Die Zahl der Zentrifugen gilt als wichtig, weil daran der Fortschritt des iranischen Atomprogramms abgelesen werden kann. Westliche Regierungen befürchten, dass die Islamische Republik Iran sich unter dem Deckmantel eines zivilen Atomprogramms die Fähigkeit zum Bau von Kernwaffen verschaffen möchte. Etwa 3000 Zentrifugen gelten als notwendig, um das Material für ein bis zwei Atombomben im Jahr herzustellen.

### Programme oder Besitz in der Vergangenheit
Mit dem Zerfall der Sowjetunion gab es neben Russland drei weitere Nachfolgestaaten der UdSSR mit Kernwaffen: die Ukraine, Belarus und Kasachstan. Die Ukraine war zeitweise das Land mit dem drittgrößten Kernwaffenarsenal der Erde. Alle diese Staaten waren Vertragsparteien des START-1-Vertrages, welcher 1991 von der Sowjetunion und den USA unterzeichnet wurde und 1995 in Kraft trat. Die Ukraine, Belarus und Kasachstan bekannten sich zum NPT-Vertrag und sicherten zu, ihr Kernwaffenarsenal zu vernichten. Kasachstan und Belarus wurden bis 1996 kernwaffenfrei. Der letzte ukrainische Sprengkopf wurde im Oktober 2001 in Russland vernichtet.
Südafrika entwickelte unter der Apartheid-Regierung, wahrscheinlich mit israelischer Hilfe, eine Atomwaffe und führte im September 1979 möglicherweise einen Test vor der Küste durch. Kurz vor dem Ende der Apartheid zerstörte Südafrika seine sechs Atomwaffen, um dem Atomwaffensperrvertrag 1991 beizutreten und sich damit wieder in die internationale Gesellschaft eingliedern zu können. Bis 1994 wurden alle südafrikanischen Anlagen zum Bau von Atomwaffen abgebaut.
Argentinien, Brasilien, Libyen und die Schweiz verfügten in der Vergangenheit über Kernwaffenprogramme, haben diese aber aufgegeben und offiziell beendet. Die Regierung von Schweden diskutierte nach 1945, ob es Kernwaffen entwickeln wollte und entschied sich dagegen.

## Kernwaffenbestände
Die genauen Kennzahlen (Anzahl, Einsatzbereitschaft, Demontiert usw.) der nuklearen Gefechtsköpfe sind i. d. Regel Verschlusssache bzw. unterliegen der Geheimhaltung. Die USA geben je nach Sicherheitslage alle paar Jahre Kennzahlen heraus. GB gibt häufig nur ein Obergrenze bekannt. Von den anderen Kernwaffenstaaten liegen verschiedene, aber weniger eindeutige Datenquellen vor. Dies gab im Verlauf der letzten Dekaden Anlass zu Nachforschungen. Es haben sich einige Nichtregierungsorganisationen (meist Vereinigungen gegen Kernwaffen, z. B. die Natural Resources Defense Council) dem Thema gewidmet, die Daten zu sammeln und aufzubereiten. Die Daten gelten als Schätzungen.
Die folgenden Nichtregierungsorganisationen veröffentlichen Berichte mit Schätzungen:
- Bulletin of the Atomic Scientists
- Carnegie Endowment for International Peace
- Federation of American Scientists (FAS)
- Stockholm International Peace Research Institute (SIPRI)

Die Darstellung der Kennzahlen erfolgt in dem sog. „Nuclear Notebook“ (Bulletin; FAS) oder dem „Yearbook“ (SIPRI). Diese Schätzungen stammen häufig von ein und der gleichen Datensammlung (siehe auch Hans M. Kristensen). Weitere Daten stammen von z. B. der U.S. Defense Intelligence Agency (DIA).
Die Weblinks sind in dem Artikel und Abschnitt Atommacht#Kernwaffenbestände aufgezählt.
Des Weiteren zählen die oben genannten Nichtregierungsorganisationen Kennzahlen für Kernwaffenstaaten außerhalb des Atomwaffensperrvertrag (NVV) auf, d. h. für Indien, Pakistan und Nordkorea. Ebenfalls werden Angaben gemacht für Länder mit vermutetem Kernwaffenbestand (Israel, Iran) und Staaten mit ehemaligen Atomwaffenprogrammen.

## Unfälle im Zusammenhang mit Kernwaffen
Zwischen 1950 und 1980 wurden 32 Unfälle allein mit amerikanischen Kernwaffen bekannt. Laut Recherchen von Eric Schlosser verzeichnete die US-Regierung zwischen 1950 und 1968 mindestens 700 „bedeutende“ Unfälle und Zwischenfälle, in die rund 1250 Atomwaffen verwickelt waren. Vor allem in den 1950er und 1960er Jahren mussten viele Waffen bei Notlandungen von Bombern abgeworfen werden. Manche der Waffen wurden nie wiedergefunden, weil sie in den Ozeanen abgeworfen (aber nicht gezündet) wurden. Nach Schätzungen von Greenpeace gingen etwa 50 Atombomben verloren. Elf Bomben vermissen die USA offiziell. Radioaktive Verseuchung wurde in mehreren Fällen festgestellt.
Abstürze von Atombombern und andere Unfälle sind sehr problematisch, weil durch den Aufprall das spaltbare Material in der Umgebung verstreut werden kann, auch wenn die Bombe nicht zur Zündung kommt. Im Falle von Plutonium ist dies besonders gefährlich, da es auch chemische Giftigkeit besitzt.
Siehe auch:
- Unfälle mit Interkontinentalraketen
- Unfälle mit Kernwaffen an Bord des Bombers B-36
- Unfälle mit Kernwaffen an Bord des Bombers B-47
- Unfälle mit Kernwaffen an Bord des Bombers B-50
- Unfälle mit Kernwaffen an Bord des strategischen Bombers B-52
- Unfälle mit Kernwaffen an Bord des Transportflugzeuges Douglas C-124
- Verlust einer Kernwaffe und einer Douglas A-4
- Verlust einer Kernwaffe an Bord des Flugbootes Martin P5M
- Liste von U-Boot-Unglücken seit 1945, darunter auch von Atom-U-Booten mit Nuklearraketen.

Aber nicht nur bei Unfällen, sondern auch im Rahmen des Entsorgungsprozesses innerhalb der normalen Produktion gelangte insbesondere in der Sowjetunion massiv radioaktives Material in die Umwelt (Majak, Karatschai-See).

## Abrüstung und Rüstungsbegrenzung
Wegen der enormen Zerstörungskraft nuklearer Bomben gab es stets Bestrebungen, sämtliche Kernwaffen abzuschaffen und generell zu verbieten, um zu verhindern, dass damit die Menschheit vernichtet würde. Der Kalte Krieg und die Machtinteressen einzelner Nationen verhinderte jedoch eine schnelle Abkehr von Massenvernichtungswaffen. Dennoch wurden einige Abkommen durchgesetzt, die jeweils einen großen Schritt in Richtung einer nuklearwaffenfreien Welt signalisierten. Ob die Verträge tatsächlich so wirksam sind wie gewünscht, wird allerdings angezweifelt.
Am 10. Oktober 1963 trat der Vertrag über das Verbot von Kernwaffenversuchen in der Atmosphäre, im Weltraum und unter Wassern (LTBT) in Kraft, worin sich einige Großmächte einigten, keine Nuklearwaffen im Wasser, im All und in der Atmosphäre zu zünden. Unterirdische Tests sollten eine bestimmte Stärke nicht überschreiten. Diesem Abkommen sind bisher 120 Nationen beigetreten.
Der Atomwaffensperrvertrag (NVV) wurde am 1. Juli 1968 von den USA, der Sowjetunion und Großbritannien unterzeichnet und trat 1970 in Kraft. Nachdem Nordkorea seine Unterschrift 2003 zurückgezogen hatte, besitzt das Vertragswerk in 188 Staaten Gültigkeit. Zu den Unterzeichnerstaaten gehören auch die Volksrepublik China und Frankreich (beide 1992). Der Beitritt zum Atomwaffensperrvertrag bedeutet für die Unterzeichnerstaaten die Verpflichtung, sich in regelmäßigen Abständen den von der Internationalen Atomenergieorganisation durchgeführten Kontrollen auf Einhaltung des Vertrags zu unterwerfen. Artikel VI besagt allerdings, dass die Staaten sich verpflichten „in naher Zukunft“ Verhandlungen zu führen, welche die „vollständige Abrüstung“ garantieren.
Seit 1996 liegt der Vertrag zum umfassenden Verbot von Nuklearversuchen (CTBT) zur Unterzeichnung auf. Er tritt erst in Kraft, wenn eine bestimmte Gruppe von Ländern ihn ratifiziert hat, u. a. die USA. Die Ratifizierungen einiger wichtiger Länder stehen derzeit noch aus. Vor allem die USA lehnen Rüstungskontrollen ab.
Die Einhaltung der Verträge wird durch verschiedene Techniken verifiziert: Erdbebenmessstationen reagieren bereits auf kleinste Vibrationen und ermöglichen eine recht genaue Ortung von unterirdischen Detonationen. Sie können auch die seismographischen Signaturen von Erdbeben und Atomwaffentests deutlich unterscheiden. Hydroakustik kann Unterwasserexplosionen aufspüren und lokalisieren. Spezialmikrophone und Radionuklid-Detektoren können atmosphärische Kernexplosionen entdecken, identifizieren und lokalisieren. Die Messstationen sind über die ganze Welt verteilt. Wenn der Vertrag in Kraft tritt, wird es auch noch die Möglichkeit der Vor-Ort-Inspektion geben. Die Implementation des Vertrages wird von der Organisation des Vertrags über das umfassende Verbot von Nuklearversuchen (CTBTO) vorbereitet.
Bilaterale Verträge zwischen den USA und der Sowjetunion beziehungsweise Russland mit dem Ziel der Begrenzung oder Abrüstung von strategischen Atomwaffen sind die SALT-I- und -II-Gespräche (1969 bis 1979) die unter anderem zum ABM-Vertrag (1972) führten, der INF-Vertrag (1987), START I und II (1991 und 1993) und der SORT-Vertrag (2002).

## Demontage
Atombomben auf Uranbasis enthalten hochangereichertes Uran. Man spricht erst ab einem Anreicherungsgrad von 85 % von waffentauglichem Uran. Natur-Uran hat 0,7 % Uran-235; zur Verwendung in Leichtwasserreaktoren muss das Uran auf 3–4 % 235U-Gehalt angereichert werden (reactor-grade). Hochangereichertes Uran ist also ein wertvoller Rohstoff.
Das Plutonium aus Plutoniumbomben dagegen – wegen seiner langen Halbwertzeit und seiner hohen Radiotoxizität ein sehr problematischer Stoff – kann nicht vernichtet werden: „Beseitigt werden kann das Plutonium nur in Form einer Endlagerung nach einer Vermischung mit anderen atomaren Abfällen oder durch eine Umarbeitung in MOX-Elemente.“
Zwischen 1993 und 2013 kooperierten die USA und Russland erfolgreich im Rahmen des Megatonnen-zu-Megawatt-Abrüstungsprojekts. Durch die Verstromung von 500 Tonnen russischem Atomwaffenmaterial deckten die USA 20 Jahre lang 10 % ihrer Elektrizitätserzeugung ab und Russland erhielt insgesamt 17 Milliarden US-Dollar.

## Kampagnen für die Abschaffung
Zahlreiche internationale Kampagnen setzen sich für die Abschaffung aller Atomwaffen ein, darunter:
- Internationale Kampagne zur Abschaffung von Atomwaffen (ICAN)[60]
- Internationale Ärzte für die Verhütung des Atomkrieges / Ärzte in sozialer Verantwortung e. V. (IPPNW)[61]
- Büchel ist überall! atomwaffenfrei.jetzt[62]
- Parlamentarisches Netzwerk für Nukleare Abrüstung und Nichtverbreitung (PNND)[63]

Zahlreiche Appelle zur nuklearen Abrüstung und Rüstungskontrolle wurden auch aus der Physikerschaft an die Politik gerichtet – wie z. B. der Franck-Report, das Russell-Einstein-Manifest, das zur Gründung der Pugwash-Bewegung führte, die Mainauer Kundgebung oder die Erklärung der Göttinger Achtzehn. Auch von der Deutschen Physikalischen Gesellschaft (DPG) wurde in einer Reihe von Resolutionen auf die mit der Existenz von Kernwaffen verbundenen Gefahren hingewiesen und die Reduktion der vorhandenen Arsenale sowie der Abschluss eines Kernwaffenteststopp-Vertrages gefordert. In ihrer Resolution vom April 2010 spricht sich die DPG zunächst für den Verzicht auf den Ersteinsatz und den Abzug aller in Deutschland und Europa verbliebenen Atomwaffen aus.
Darüber hinaus sprechen sich prinzipiell alle christlichen Kirchen gegen die Verwendung jeder Art von Kernwaffen, zum Teil auch gegen den Besitz, aus. Erst 2006 hat der Ökumenische Rat der Kirchen erneut zur Eliminierung aller nuklearer Waffen aufgerufen.
Ausgehend von katholischen Philosophen in Großbritannien Anfang der 1960er Jahre wurden gegen die Strategie der nuklearen Abschreckung ethische Bedenken eingebracht. Für viele Menschen war die Benutzung einer atomaren Waffe unmoralisch, da sie notwendigerweise den Tod von Zivilisten und die Vergiftung der Erde nach sich zieht. Es wurde folgendermaßen argumentiert: Wenn der Einsatz von Kernwaffen unmoralisch sei, so gelte das auch für die Strategie der nuklearen Abschreckung, da diese die bedingte Intention zu einer unmoralischen Handlung umfasst.
In der katholischen Kirche wird mit dem Zweiten Vatikanischen Konzil (1965) bei der Verwendung der sogenannten wissenschaftlichen Waffen auf die Grenzüberschreitung einer gerechten Verteidigung hingewiesen, da die Anwendung derselben „ungeheure und unkontrollierbare Zerstörungen auszulösen“ vermag. Die Pastoralkonstitution Gaudium et Spes spricht des Weiteren ein Verbot des totalen Krieges aus, der „auf die Vernichtung ganzer Städte oder weiter Gebiete und ihrer Bevölkerung unterschiedslos abstellt“. (GS 80)
Die Verletzung der Prinzipien der Diskrimination und der Proportionalität (siehe Gerechter Krieg) stellen die Hauptkritikpunkte am Einsatz von Nuklearwaffen dar.

Am 27. März 2017 begannen auf Beschluss der UN-Generalversammlung Verhandlungen über einen Atomwaffenverbotsvertrag. Angestrebt wird eine „unzweideutige politische Verpflichtung“ auf das Ziel einer von Atomwaffen freien Welt. Dies ist als erster, schnell zu erreichender Schritt zu einer auch konkrete Abrüstungmaßnahmen umfassenden Nuklearwaffenkonvention gedacht. An den Verhandlungen nehmen jedoch zunächst nur zwei Drittel der 193 Mitgliedsstaaten teil. Nicht beteiligt sind die Atommächte und fast alle NATO-Staaten einschließlich Deutschlands.

### Sachbücher
- Die UNO-Studie: Kernwaffen. C.H.Beck, München 1982, ISBN 3-406-08765-5.
- Peter Auer: Von Dahlem nach Hiroshima. Die Geschichte der Atombombe. Aufbau, Berlin 1995, ISBN 3-351-02429-0.
- Klaus Fuchs, Ruth Werner, Eberhard Panitz: Treffpunkt Banbury oder Wie die Atombombe zu den Russen kam. Das neue Berlin, Berlin 2003, ISBN 3-360-00990-8.
- Robert Jungk: Heller als tausend Sonnen. 1958 und Strahlen aus der Asche, Alfred Scherz Verlag, 1959
- Rainer Karlsch, Zbynek Zeman: Urangeheimnisse. Links, Berlin 2002, ISBN 3-86153-276-X.
- Hubert Mania: Kettenreaktion. Die Geschichte der Atombombe. Rowohlt Verlag, Reinbek bei Hamburg 2010, ISBN 978-3-498-00664-8.
- Richard Rhodes: The Making of the Atomic Bomb 1995, ISBN 0-684-81378-5, deutsch Greno, Nördlingen 1988; Volk und Welt, 1990, ISBN 3-353-00717-2 (Standardwerk).
- Joseph Rotblat: Strahlungswirkungen beim Einsatz von Kernwaffen, Berlin 1996, ISBN 3-87061-544-3.
- Helmut Simon (Vorwort): Atomwaffen vor dem Internationalen Gerichtshof. Lit, Münster 1997, ISBN 3-8258-3243-0.
- Peter D. Smith: Doomsday men. The real Dr. Strangelove and the dream of the superweapon, St. Martin’s Press, New York 2007, ISBN 978-0-312-37397-9. ISBN 0-312-37397-X.
- Wolfgang Sternstein: Atomwaffen abschaffen!. Meinhardt, Idstein 2001, ISBN 3-933325-05-6.
- Mark Walker: Die Uranmaschine. Mythos und Wirklichkeit der deutschen Atombombe. Siedler, Berlin 1990, ISBN 3-88680-359-7.
- Egmont R. Koch: Atomwaffen für Al Qaida. „Dr.No“ und das Netzwerk des Terrors. Aufbau Verlag, Berlin 2005, ISBN 3-351-02588-2.
- Kenneth W. Ford: Building the H Bomb – A Personal History. World Scientific, Singapur 2015, ISBN 978-981-4632-07-2.

### Bildband
- Michael Light: 100 Sonnen. Knesebeck, München 2003, ISBN 3-89660-190-3.

### Romane und Theaterstücke
- Heinar Kipphardt: In der Sache J. Robert Oppenheimer. Rowohlt, Reinbek 1996, ISBN 3-499-12111-5.
- Masuji Ibuse: Schwarzer Regen. Fischer-Taschenbuch-Verlag, Frankfurt am Main 1985, ISBN 3-596-25846-4.